# Reforma en el Reino de Hungría

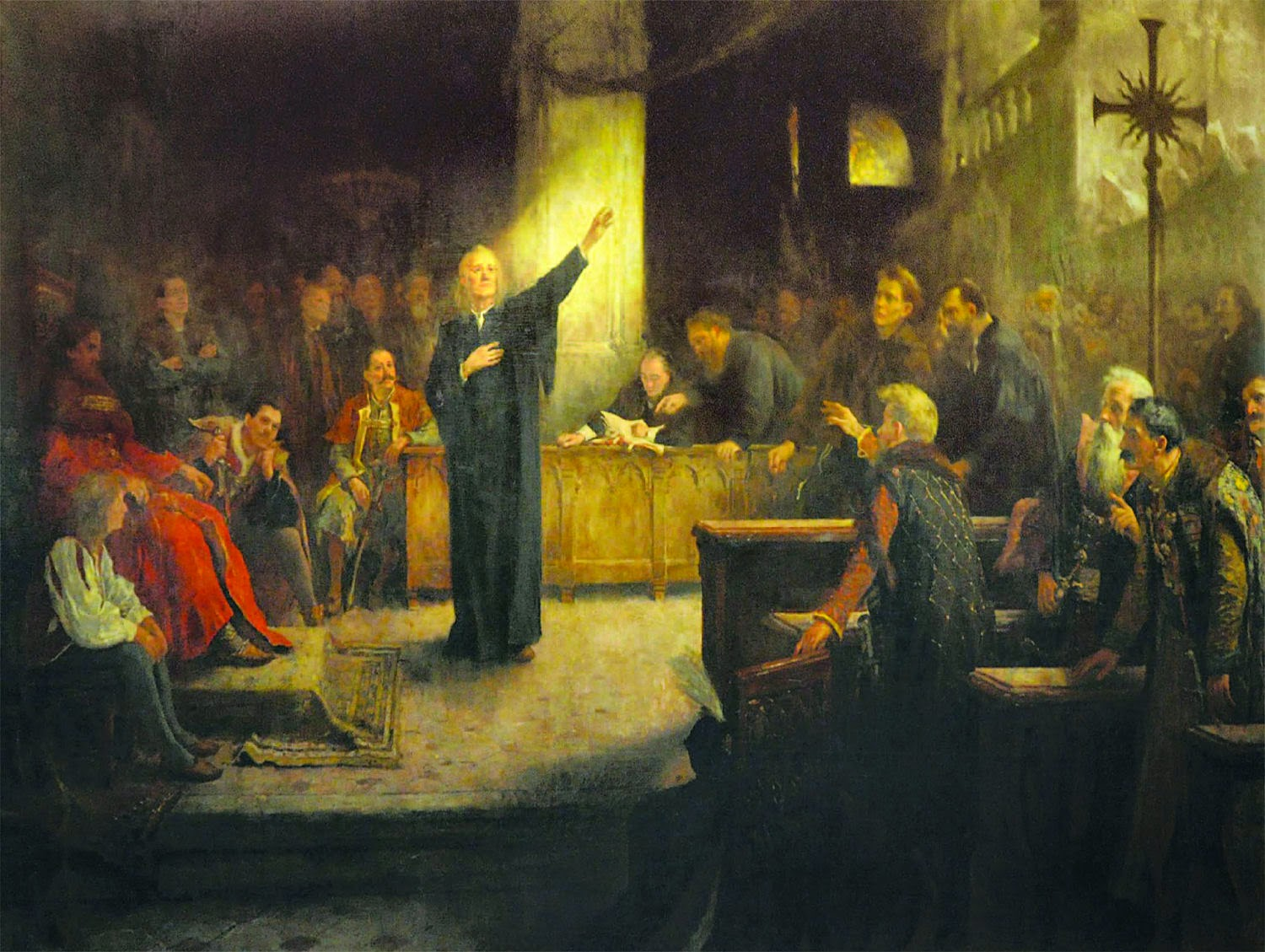
Declaración de libertad religiosa y de conciencia en la Dieta de Turda por Ferenc Dávid en 1568, por Aladár Körösfői-Kriesch (1896)

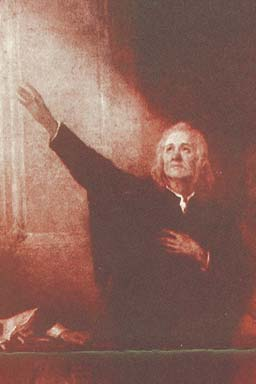
Retrato de Ferenc Dávid, religioso húngaro fundador del unitarismo en Transilvania, por Aladár Körösfői-Kriesch (1896)

La Reforma en el reino de Hungría comenzó alrededor de 1520 y tuvo como resultado la conversión de la mayoría de los húngaros del catolicismo a una denominación protestante a finales del siglo xv. El reino de Hungría, una potencia regional de Europa Central a finales del siglo xv, era una monarquía compuesta multiétnica con una importante población no católica, predominantemente griega ortodoxa.
El movimiento protestante reformador iniciado por el monje agustino Martín Lutero se conoció pronto en el reino de Hungría. Tras la batalla de Mohács en 1526, en que los otomanos derrotaron a los húngaros y murió el rey Luis II de Hungría, la Iglesia católica sufrió un periodo de debilitamiento en el país, ya que fueron numerosos los sacerdotes, obispos y arzobispos católicos que murieron en la batalla; esto dejó el campo abierto para nuevos religiosos de estratos inferiores que simpatizaban con la Reforma protestante. Muchos nobles húngaros, al igual que los alemanes y franceses, vieron en la Reforma la oportunidad de deshacerse del pago del diezmo y de la supervisión de la Iglesia católica, de modos que ellos y sus vasallos fueron pasando paulatinamente al luteranismo.
La Reforma se popularizó muy pronto en una parte de la Hungría dividida, en la Hungría Oriental (futuro Principado de Transilvania), donde el conde húngaro Juan Segismundo de Zápolya gobernaba como rey independiente aunque vasallo del Imperio otomano, que decidía el ocupante del trono y la orientación política. No lo era en la Hungría Real —al oeste, católica, controlada por los germánicos, donde Fernando I, hermano del emperador Carlos I, también había sido coronado como rey— ni en la Hungría otomana (el eyalato de Buda), la parte central en poder otomano. En la Hungría Real el catolicismo se mantuvo con gran fortaleza y, si bien los predicadores protestantes eran comunes, la influencia del rey Habsburgo no permitía su predominancia. En cambio, en la Hungría otomana los sacerdotes católicos eran rara vez vistos; la mayoría de los clérigos cristianos eran protestantes, que contaban entonces con la protección de los otomanos. Sin embargo, rara vez los turcos se entrometieron en las disputas religiosas entre las dos facciones, conformándose con que los cristianos pagasen el tributo al sultán.
Transilvania y sus príncipes se convirtieron en las figuras representativas de la vieja Hungría, contrapuestas a la dinastía de los Habsburgo. Juan Segismundo se convirtió al protestantismo y comenzó a acoger a todos los filósofos y religiosos checos y germánicos que huían del Imperio y de los Habsburgo. La estrategia de Zápolya y de los posteriores príncipes de Transilvania fue utilizar al protestantismo como instrumento contra los Habsburgo católicos, de los que querían deshacerse para reunificar el reino húngaro dividido. Igualmente, el nuevo movimiento religioso de Juan Calvino, conocido como calvinismo, siguió los pasos del luteranismo, y la región noreste del Reino húngaro se comprometió tanto con esta nueva confesión cristiana que la ciudad de Debrecen era conocida la en aquella época como «La Roma calvinista».  
Los príncipes transilvanos promovieron las escuelas protestantes, cada vez más populares en ciudades como Bratislava, Sopron, Szárlőrinc o Sárvár, así como en los asentamientos sajones en el principado transilvano. Posteriores príncipes como el barón húngaro Esteban Bocskai (1605-1606) y el conde húngaro Gabriel Bethlen (1613-1629) fueron fuertes defensores del protestantismo en Transilvania y Hungría. Catapultaron a los húngaros a un nivel cultural, sociopolítico y económico a la par con Francia, el Imperio Germánico e Inglaterra; encabezaron guerras contra los Habsburgo e incluso Bethlen participó en la guerra de los Treinta Años (1618-1648) a favor de la confederación protestante.
En 1541 se publicó la primera traducción al húngaro del Nuevo Testamento, obra del monje Juan Sylvester. Años después, en 1590, el pastor protestante Gáspár Károli publicó la primera Biblia completa en húngaro, conocida como la Biblia de Károli.
Uno de los pensadores protestantes más significativos fue el pastor húngaro Ferenc Dávid (1510-1579), que primero profesó el luteranismo y luego el calvinismo. Dávid se volvió un gran defensor del antitrinitarismo, es decir, no aceptaba la existencia de la Santísima Trinidad; introdujo así el unitarismo en Transilvania y agregó una confesión religiosa más al  mosaico de ese momento. La diversidad religiosa en el principado alcanzó tales niveles que el voivoda y antirrey húngaro Juan Segismundo de Zápolya, de confesión protestante, aconsejado por sus religiosos, convocó a la Gran Asamblea transilvana y se sancionó el Edicto de Turda en 1568. Este documento sostenía que todas las confesiones religiosas cristianas eran aceptadas por igual. Hungría Oriental sería el primer reino en el mundo en reconocer la diversidad de culto cristiano: catolicismo, luteranismo, calvinismo y unitarismo.
A causa de la enemistad y de las constantes guerras de los otomanos y los Habsburgo, como principales representantes del cristianismo en Europa Central, en muchas ocasiones los turcos se aliaron con los protestantes, en vez de con los católicos. Posteriormente los Habsburgo introdujeron en Hungría la Contrarreforma católica, y la ardua labor de los jesuitas, como el cardenal Pedro Pázmány, logró la paulatina conversión de gran parte de la población al catolicismo (sin embargo, Transilvania permanecería, a grandes rasgos, protestante hasta la época actual).

Príncipes de Transilvania en la Reforma
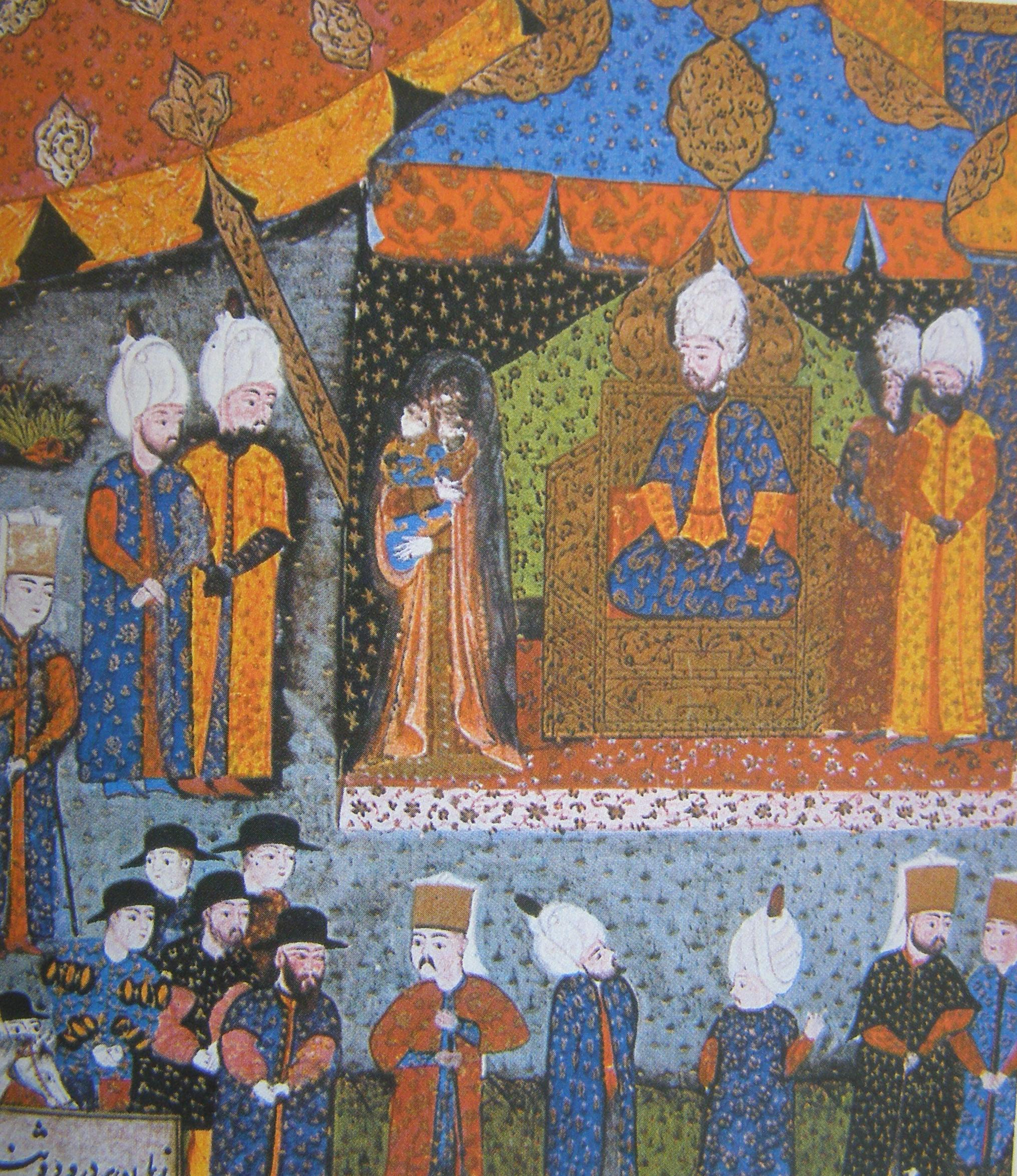
Juan Segismundo Szapolyai de niño, con su madre, la reina viuda Isabel Jagellon, rindiendo vasallaje a Solimán el Magnífico en 1541. Juan Segismundo (r. 1541-1571) fue el primer príncipe de Transilvania que se convirtió al protestantismo.
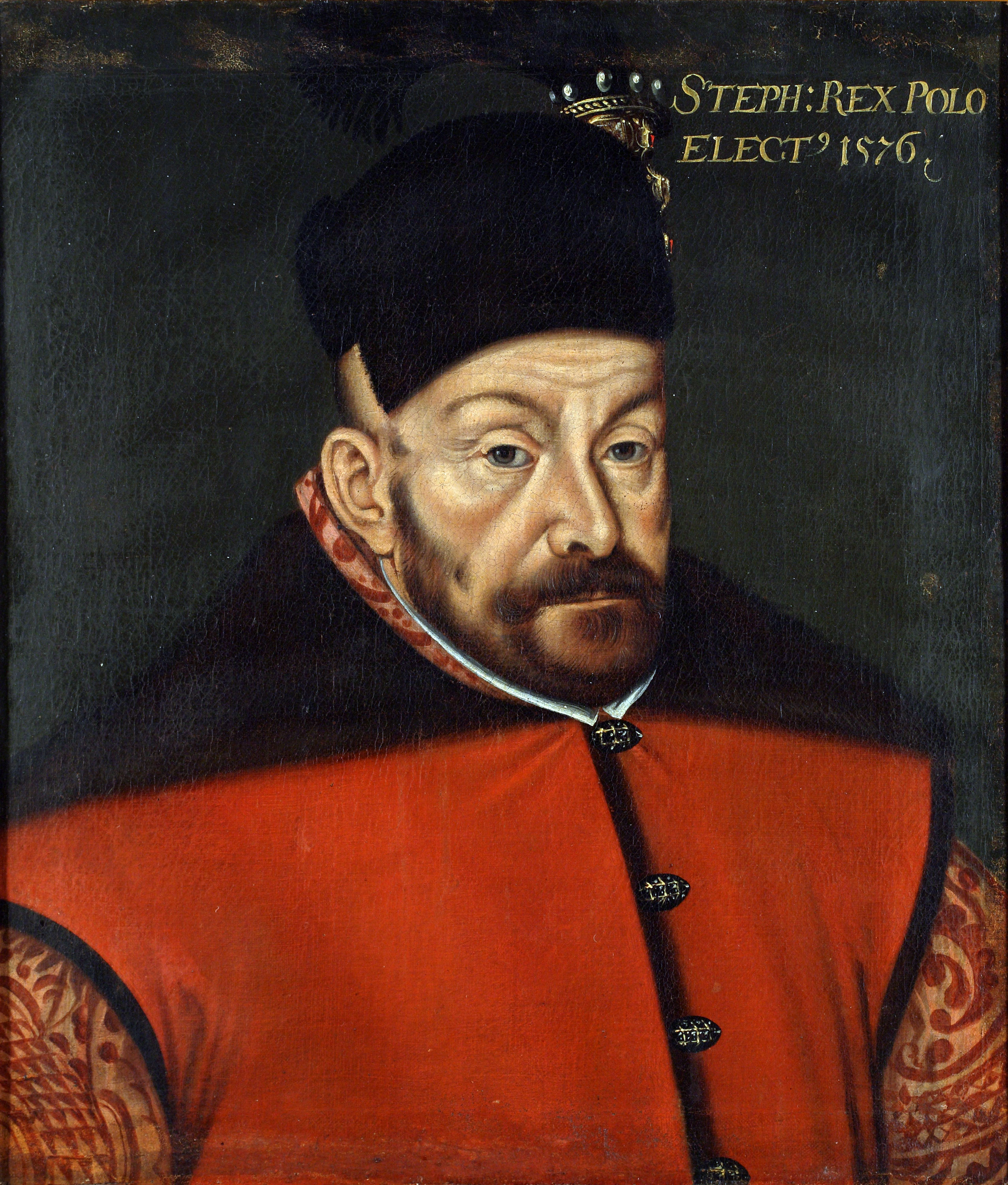
Esteban I Báthory (r. 1571-1586) y futuro rey de Polonia y de Lituania (r. 1576-1586), no perturbó la paz religiosa (aunque prohibió nuevas reformas) y su objetivo era fortalecer el catolicismo en el Principado de mayoría protestante.
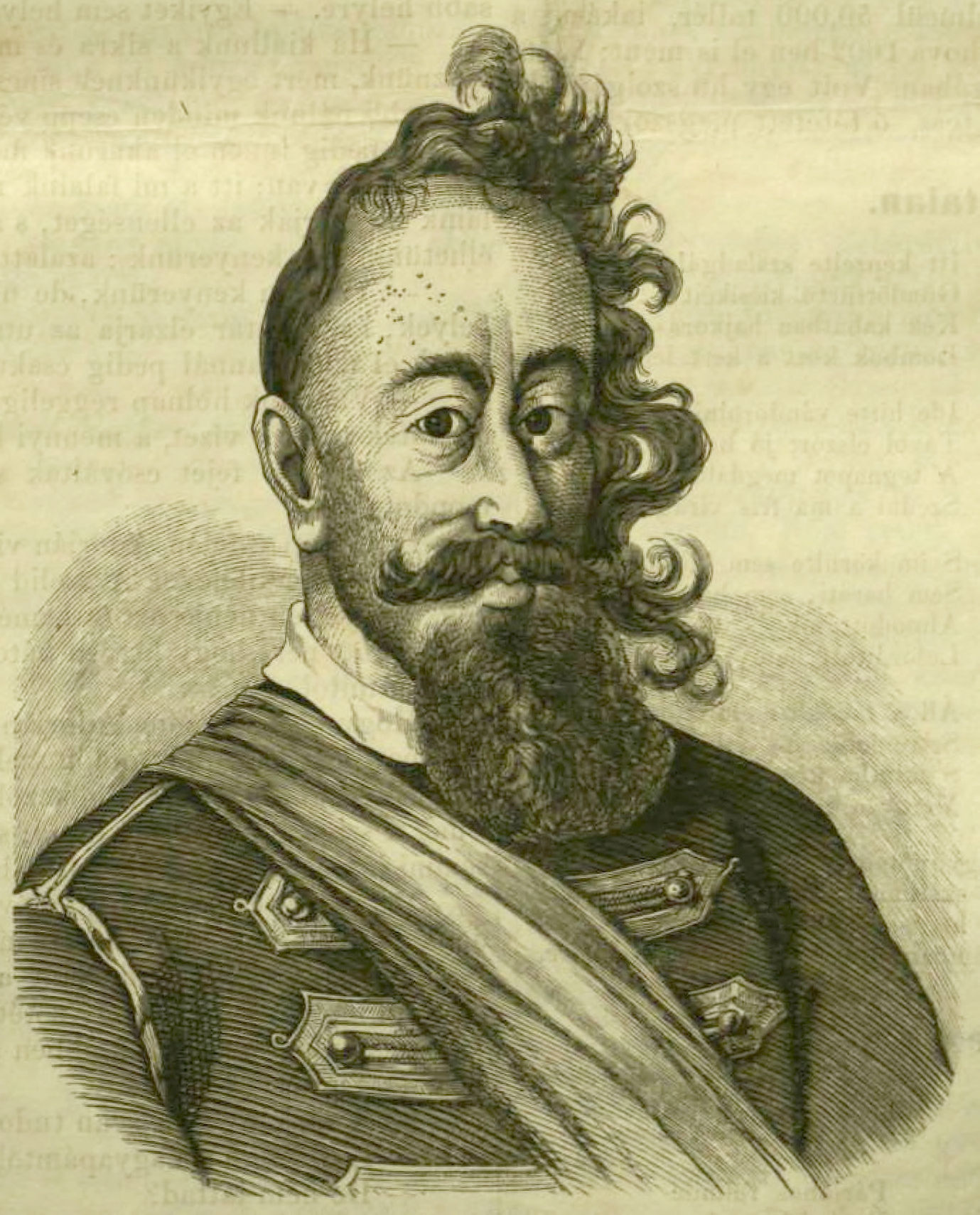
Segismundo Báthory (r. 1588-1602), partidario de los católicos, lo que hizo que los ambiciosos aristócratas jóvenes protestantes se convirtieron al catolicismo durante su reinado.

## Contexto

### Reforma en Europa

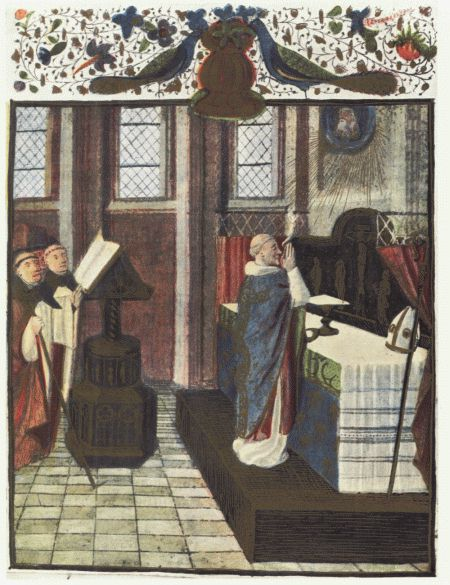
Un obispo celebra la liturgia de la Eucaristía en el altar durante la Misa.

La misa había sido el elemento central de la vida devocional en el cristianismo occidental en la Baja Edad Media. Durante la ceremonia, se servían el pan y el vino para conmemorar la Última Cena de Jesús antes de su crucifixión. Tomás de Aquino, un teólogo escolástico del siglo XIII, había desarrollado la idea de la transubstanciación, afirmando que la sustancia del pan y del vino se convertían en la sustancia del Cuerpo y la Sangre de Cristo durante la liturgia de la Eucaristía. La mayoría de los fieles creían que las oraciones por los muertos, las concesiones de indulgencias de las autoridades de la iglesia y las obras de misericordia podían acortar los sufrimientos de las almas de los pecadores en la otra vida. El deseo de los laicos de una llevar una forma de vida piadosa desarrolló un método contemplativo de piedad alrededor de 1400. Esa Devotio Moderna  permitió a la gente común abrazar los altos estándares de los clérigos sin tomar las órdenes sagradas. Aquellos que desafiaban las doctrinas tradicionales tenían que enfrentar la persecución por parte de las autoridades eclesiásticas. Y algunas personas también fueron perseguidas por brujería, especialmente después de que los teólogos escolásticos tardíos desarrollasen la base teórica para la acusación de los magos no solo de maleficium  sino también de idolatría. La caza de brujas y la caza de «herejes» podían ir de la mano, como sucedió en las regiones alpinas occidentales, donde los valdenses fueron llevados a los tribunales por brujería.
La existencia de una elaborada organización eclesiástica aseguraba la unidad del cristianismo occidental. Se esperaba que los clérigos —clérigos seculares y monjes—, permanecieran célibes (solteros y castos). Los clérigos seculares estaban organizados en diócesis, cada una bajo la autoridad de un obispo. Una diócesis incluía varias unidades territoriales más pequeñas, conocidas como parroquias. Los monjes llevaban una vida regulada dentro de las comunidades religiosas, muchas de las cuales formaban organizaciones internacionales. El papa estaba a la cabeza de la organización de la iglesia, pero la coexistencia de dos, y luego tres, líneas rivales de papas subvirtió el orden tradicional durante el Cisma de Occidente (de 1378 a 1417). Un teólogo de Oxford, John Wyclif, desafió al sistema eclesiástico tradicional en la década de 1370. Rechazaba los privilegios de los clérigos, enseñando que todos los fieles elegidos por Dios tenían acceso directo a una Iglesia eterna invisible. Sus seguidores, los lolardos, fueron proscritos, pero un matrimonio real entre Inglaterra y Bohemia facilitó la difusión de sus enseñanzas en Europa Central. Un profesor de la Universidad Carolina de Praga, Jan Hus, aceptó algunas de las opiniones de Wyclif y sus sermones, exigiendo una reforma de la Iglesia, consiguieron una gran popularidad entre los checos. Hus fue quemado en la hoguera por herejía en 1415. Pronto estalló en Bohemia una guerra civil, teñida de tensiones étnicas entre checos y germanos. Fue cerrada por la Paz de Kutná Hora que legalizó el husismo moderado, o utraquismo, en Bohemia en 1485.

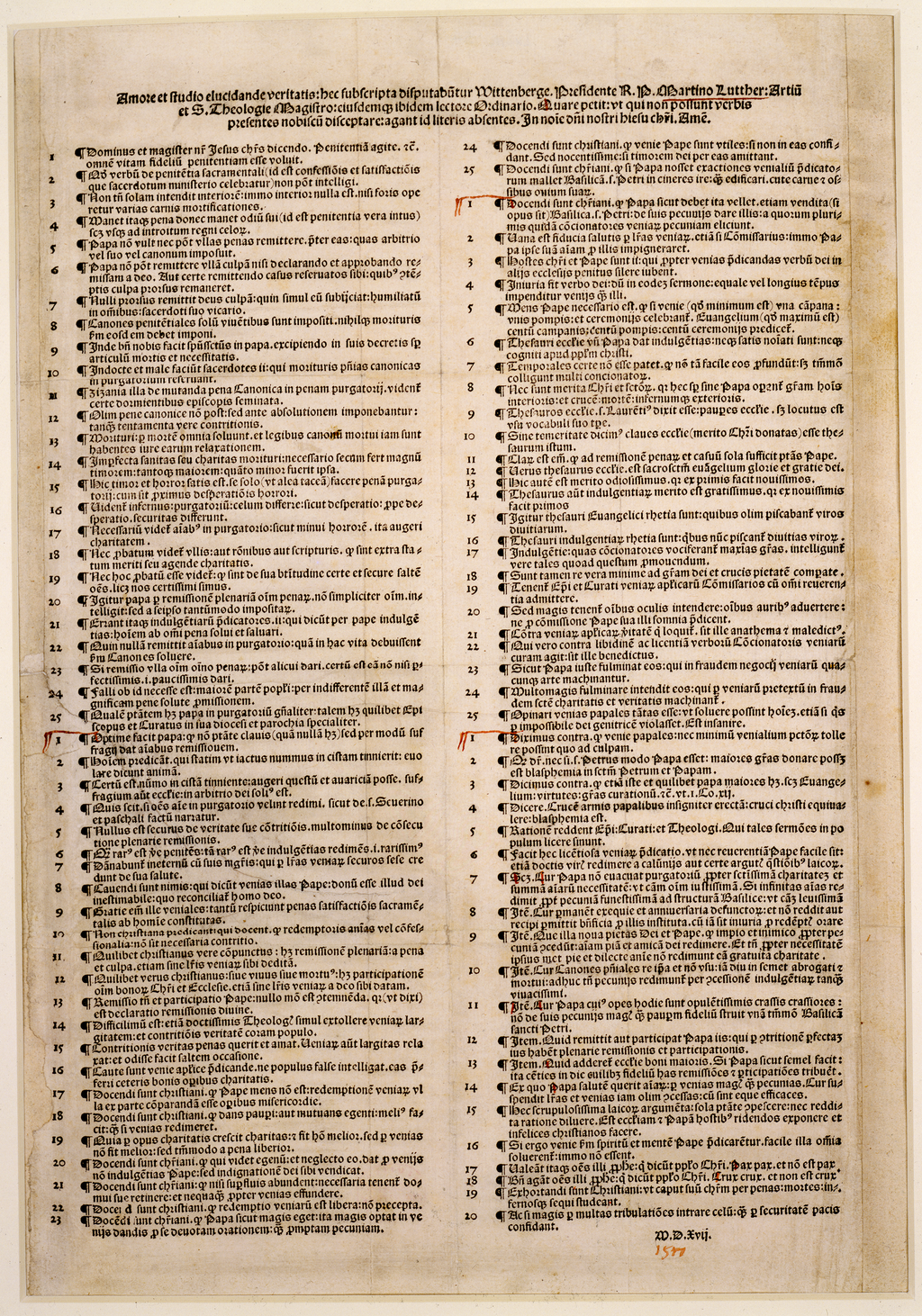
Las noventa y cinco tesis de Martin Lutero

Desde principios del siglo XV, legaron a la Europa católica desde el Imperio bizantino manuscritos con las obras de los filósofos griegos clásicos. Los literatos humanistas redescubrieron a Platón y la creencia de Platón en una realidad más allá de la realidad visible los desvió de las categorías claras de la teología escolástica. El estudio de los textos clásicos los convenció de que algunos de los documentos clave de la historia de la iglesia eran falsificaciones o colecciones indignas de textos pobres. La difusión de la fabricación de papel y la introducción de máquinas de impresión con tipos móviles tuvieron un impacto duradero en la vida religiosa. Biblias traducidas del latín a las lenguas vernáculas estuvieron entre los primeros libros impresos en Alemania, Italia, España y Bohemia en las décadas de 1460 y 1470.  El humanista holandés Erasmo de Róterdam completó una edición crítica de la traducción latina del Nuevo Testamento entre 1516 y 1519. Su traducción desafió la base textual de algunas doctrinas católicas, incluido el sacramento de la penitencia y la intercesión de los santos.
El papa León X decidió completar la construcción de la Basílica de San Pedro y otorgó indulgencias para financiar el proyecto en 1515. Casi al mismo tiempo, el teólogo alemán Martín Lutero estaba dando conferencias sobre la salvación en la Universidad de Wittemberg. Sus estudios lo convencieron de que las concesiones de indulgencia eran innecesarias y resumió sus puntos de vista en sus noventa y cinco tesis el 31 de octubre de 1517. El papa lo excomulgó por herejía, pero Lutero quemó públicamente la bula papal en diciembre de 1520. Lutero rechazaba el estatus privilegiado de los clérigos y negaba que las obras de mérito pudieran influir en la salvación. En cambio, abrazó la idea de sola fide, o justificación solo por la fe. El colaborador de Lutero, Philip Melanchthon, resumió las principales tesis de la teología evangélica en la Confesiones de Augsburgo en 1530. A medida que la nueva teología ganaba popularidad entre los príncipes germanos, surgió el principio cuius regio, eius religio ('de quien rija, la religión'), enfatizando el derecho de los príncipes a regular la vida espiritual de sus súbditos. Su aplicación transformó a Alemania en un mosaico de principados predominantemente evangélicos o católicos. El principio también estableció el reclamo de los gobernantes seculares de asumir la responsabilidad de la administración de la iglesia y de apoderarse de las propiedades de la iglesia. En 1529, los príncipes y las ciudades libres que simpatizaban con la teología de Lutero organizaron una protesta contra las decisiones anti-luteranas adoptadas en la Dieta Imperial de Espira, de ahí el nombre «protestante» para los reformadores religiosos del siglo XVI y sus seguidores.
La teología de Lutero no satisfizo todas las expectativas de los reformadores. Nunca abandonó su devoción a la Eucaristía e insistió en el bautismo de niños. Bajo la influencia del párroco, Huldrych Zwingli, que no consideraba la Eucaristía más que un acto simbólico, el ayuntamiento de Zúrich prohibió la Misa en 1525. El hijo ilegítimo de un sacerdote católico, Heinrich Bullinger, desarrolló una fórmula provisional para conciliar las opiniones de Lutero y Zwingli sobre la Eucaristía, describiéndola como una marca del pacto entre Dios y la humanidad. Los reformadores más radicales rechazaron la doctrina de la Trinidad (la creencia en un Dios que consta de tres personas, Padre, Hijo y Espíritu Santo). Un erudito navarro, Miguel Servet, adoptó esta teología antitrinitaria con la esperanza de facilitar la unión del cristianismo, el islam y el judaísmo. En 1534, los radicales anabaptistas tomaron Münster, legalizaron la poligamia y ordenaron la redistribución de la propiedad, pero el obispo local aplastó la revuelta en un año.
Un refugiado protestante francés que se estableció en Ginebra, Juan Calvino, consideraba fanáticos a los anabautistas. Para explicar la diversidad teológica, Calvino desarrolló la idea de la doble predestinación, afirmando que Dios había elegido a algunas personas para la salvación, y a otras para la condena. Rechazó la doctrina de la transubstanciación y consideraba el pan sacramental como un símbolo del cuerpo celestial de Cristo. La teología de Calvino dio lugar al desarrollo de una nueva denominación protestante, conocida como cristianismo reformado o calvinismo. La mayoría de los estados alemanes y Escandinavia permanecieron leales a las enseñanzas de Lutero, pero las traducciones al inglés, francés y holandés de las obras de Calvino difundieron sus ideas en Escocia, Francia y los Países Bajos. Los debates teológicos dieron lugar a la «Era de la confesionalización»: los calvinistas resumieron sus teologías en documentos confesionales, incluido el Catecismo de Heidelberg de 1563.  Aunque Lutero y Calvino rechazaron importantes doctrinas católicas, abrazaron la demonología católica y nunca renegaron de la autoridad del diablo. Dado que incluso los individuos más religiosos eran incapaces de respetar continuamente las normas morales cristianas, el chivo expiatorio no les era ajeno. Al sentir remordimiento por sus actos o pensamientos inmorales, los cristianos piadosos tendían a atribuirlos a la influencia de otros, acusándolos de brujería. El nuevo énfasis en un cristianismo puro dio lugar a la persecución de elementos de la religión popular, incluidos los amuletos o las prácticas curativas tradicionales.
El movimiento de Reforma ejerció influencia sobre la vida religiosa y la teología en toda Europa, pero prosperó particularmente en aquellas regiones que estaban bajo una autoridad central débil. Los actos de los reformadores radicales alarmaron a mucha gente y una naciente nostalgia por los valores tradicionales de la iglesia dio un ímpetu a la renovación católica, que culminó con la Contrarreforma. Un cortesano español convertido en fraile, Ignacio de Loyola, estableció una orden religiosa altamente centralizada, la Compañía de Jesús. Conocidos popularmente como jesuitas, los miembros de la Compañía eran más bien misioneros o maestros que sacerdotes ordinarios desde la década de 1550. El Concilio de Trento (1545-1563) aprobó decretos para renovar y reforzar la teología católica y la vida de la iglesia. En respuesta al concepto de Lutero sobre una humanidad pecadora incapaz de cumplir la ley divina, el Concilio enfatizó que la humanidad retuvo el libre albedrío después de la Caída. La última sesión del concilio ordenó la fundación de seminarios para asegurar la formación de los párrocos.

### Hungría moderna de principios delsigloXV

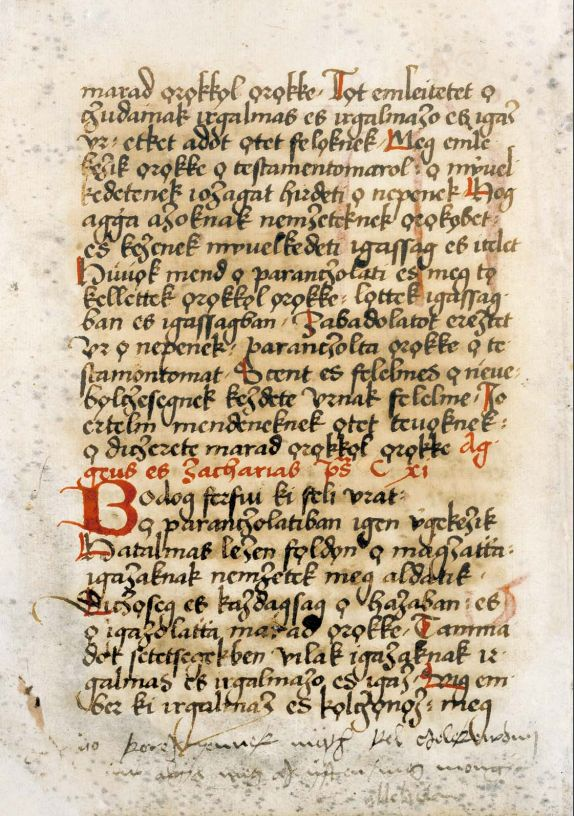
Una página del Códice Apor del que contiene partes de la Biblia husita. La Biblia husita fue la primera traducción al húngaro de la Biblia, realizada por predicadores husitas en Sirmia en la década de 1430.

El Reino de Hungría era una potencia regional de Europa Central, que gobernaba aproximadamente una superficie de  320 000 km² en el siglo XV. Era una monarquía compuesta: los reyes húngaros también dominaban Croacia y dos provincias, Transilvania (en el este) y Eslavonia (en el suroeste), que tenían sus propios sistemas administrativos. Hungría era un reino multiétnico, en el que la mayoría de los hablantes húngaros vivían en las regiones centrales y las minorías étnicas, entre ellas eslovacos, rumanos y serbios, habitaban la periferia. Los germanos constituían la mayoría de la población de las ciudades. Tenían contactos comerciales regulares con los mercaderes del Sacro Imperio Romano Germánico y muchos de ellos tenían vínculos familiares con los ciudadanos del sur de Alemania y de Silesia. Aunque predominantemente católica, Hungría era un país multiconfesional, con una importante población ortodoxa. Los ortodoxos tenían sus propias iglesias y practicaban su religión sin mayores restricciones.
Según las estimaciones de los historiadores modernos, el reino albergaba entre 3 y 4 millones de personas a finales de la década de 1490. Aproximadamente entre el 3,2 y el 4,2% de la población eran nobles. Aproximadamente 90.000 burgueses vivían en los burgos libres reales; se trataba de ciudades y pueblos amurallados que gozaban de amplia autonomía. Los juristas conservadores argumentan que todos los demás (los que no eran nobles ni burgueses) debían ser considerados siervos, pero su enfoque ignora la realidad. Los habitantes de las ciudades de mercado, asentamientos no fortificados con derecho a realizar mercados semanales, tenían un mayor nivel de libertad personal que los aldeanos. Las comunidades rurales estaban divididas. Los artesanos estaban exentos de impuestos, pero la mayoría de los campesinos pagaban impuestos señoriales a sus nobles.
El Consejo Real era el organismo de carácter ejecutivo más importante del reino compuesto. Estaba dominado por los altos oficiales del reino y los obispos católicos. También controlaban las Dietas o asambleas legislativas. El peculiar sistema administrativo de Transilvania tuvo su origen en la coexistencia de tres grupos privilegiados, conocidos como «naciones»: los nobles, conocidos como la nación húngara, dominaban los condados del centro y oeste de Transilvania; los sículos de habla húngara, responsables de la defensa del este de Transilvania, estaban organizados en distritos autónomos o sedes; la tercera nación, los sajones de Transilvania de habla germana, que habitaban las partes  del sur y norte de Transilvania, también se estructuraban en sedes y elegían a su líder supremo, el Königsrichter o juez real. Algunas parroquias sajonas estaban adscritas al obispado de Transilvania, pero las parroquias de los distritos eclesiásticos, o deanatos, de Hermannstadt y Kronstadt (ahora Sibiu y Brașov en Rumania) estaban sujetas a los arzobispos de Esztergom. Con el título de primado, los arzobispos eran los jefes de la Iglesia católica húngara.
Los reyes húngaros tenían una amplia autoridad sobre los asuntos eclesiásticos. Los decretos papales no entraban en vigor sin su consentimiento y controlaban los nombramientos de las sedes episcopales. La riqueza de los obispos húngaros era legendaria y para cumplir con sus obligaciones pastorales empleaban a vicarios mal pagados. Los terratenientes tenían ius patronatus, o derecho de patrocinio, sobre las iglesias de sus dominios. La Dieta también estableció su derecho a instalar párrocos antes de que su candidato fuera sancionado por el obispo. En ocasiones, los aristócratas consultaban con las comunidades locales antes de ejercer su derecho de mecenazgo. Los burgos libres reales y las prósperas ciudades mineras de la Alta Hungría podían elegir y destituir libremente a sus párrocos. Preferían el clero de etnia germana, pero los ayuntamientos a menudo nombraban a un clérigo menor para que se ocupara de las necesidades de la comunidad local de habla húngara o eslovaca. La teología de Jan Hus se extendió por las aldeas y ciudades comerciales del condado de Szerém (ahora en Serbia) y los predicadores husitas completaron la primera traducción al húngaro de la Biblia. Un inquisidor papal Jaime de la Marca fue designado para purgar a los husitas húngaros en 1436.
El rey Matías Corvino (r. 1458-1490) hizo de su corte un centro del humanismo. Un miembro de la Academia Platónica Florentina, Francesco Bandini, fue el consejero más cercano del rey y Marsilio Ficino, amigo de Bandini, dedicó su tratado sobre la salvación a Corvino.  Las ideas humanistas influyeron en un círculo estrecho de intelectuales. La mayoría de los húngaros preferían las formas tradicionales de espiritualidad y la piedad personal de la Devotio moderna]] les resultaba ajena. El historiador László Kontler describe el siglo XVI como «un período particularmente apasionante en la historia de la cultura húngara». Lea Ráskay, una monja culta, escribió una colección de vidas de los santos para los conventos de las décadas de 1510 y 1520. Particulares adinerados y gremios aportaron cuantiosas sumas para financiar la erección de espléndidos retablos trípticos en numerosas iglesias.
Después de que la expansión del Imperio otomano alcanzara la frontera sur de Hungría a finales de la década de 1380, Hungría resistió los ataques otomanos durante más de un siglo. En 1513, el papa León X declaró una cruzada contra los otomanos. Unos 40.000 campesinos húngaros tomaron la cruz, aunque los terratenientes intentaron evitar que sus siervos se unieran a la campaña. Enardecidos por frailes franciscanos radicales,
los cruzados acusaron a sus señores de obstruir la guerra santa y se rebelaron abiertamente bajo el mando de György Dózsa. Sus demandas incluían la unificación de los obispados húngaros en una sola diócesis y la redistribución de las propiedades de la iglesia. Después de que el voivoda de Transilvania, o gobernador real, Juan Zápolya, infligiese una aplastante derrota al ejército de Dózsa el 15 de julio de 1514, la revuelta campesina fue aplastada y la Dieta limitó el derecho de los campesinos a la libre circulación. Como los reyes húngaros ya no podían defender eficazmente a Croacia de las incursiones otomanas, los aristócratas croatas se acercaron a los gobernantes vecinos de los Habsburgo en busca de apoyo.
El sultán otomano Solimán el Magnífico (r. 1520-1566) casi aniquiló al ejército húngaro en la batalla de Mohács el 29 de agosto de 1526. El rey Luis II de veinte años (r. 1516-1526) se ahogó en un arroyo cuando huía del campo de batalla. Juan Zápolya y el cuñado de Luis, Fernando de Habsburgo, reclamaron el trono. Dado que ambos pretendientes fueron elegidos reyes en dos Dietas distintas, Hungría se vio envuelta en una guerra civil. Considerando a Hungría como un estado vasallo Suleiman reconoció a Juan como el rey legítimo, pero ninguno de los demandantes pudo tomar el control de todo el país. Los dos reyes acordaron dividirlo en el Tratado de Várad de 1538 (Oradea, Rumania), reconociendo Juan, entonces sin hijos, el derecho de Fernando a reunir Hungría después de su muerte. Días antes de que Juan muriera en 1540, su esposa, Isabel Jagellón, dio a luz a un hijo, Juan Segismundo. El principal consejero de Juan, el monje Pauliciano, Jorge Martinuzzi, persuadió a los partidarios de Juan para que eligieran al niño rey. Las tropas de Fernando irrumpieron en el reino de Hungría oriental de Juan Segismundo, proporcionando a Suleiman un pretexto para intervenir. El ejército otomano invadió Hungría y se apoderó de la capital del reino, Buda, sin resistencia el 29 de agosto de 1541. Suleiman confirmó el derecho de Juan Segismundo a gobernar la tierra al este del río Tisza y las tropas otomanas conquistaron las regiones centrales del reino.

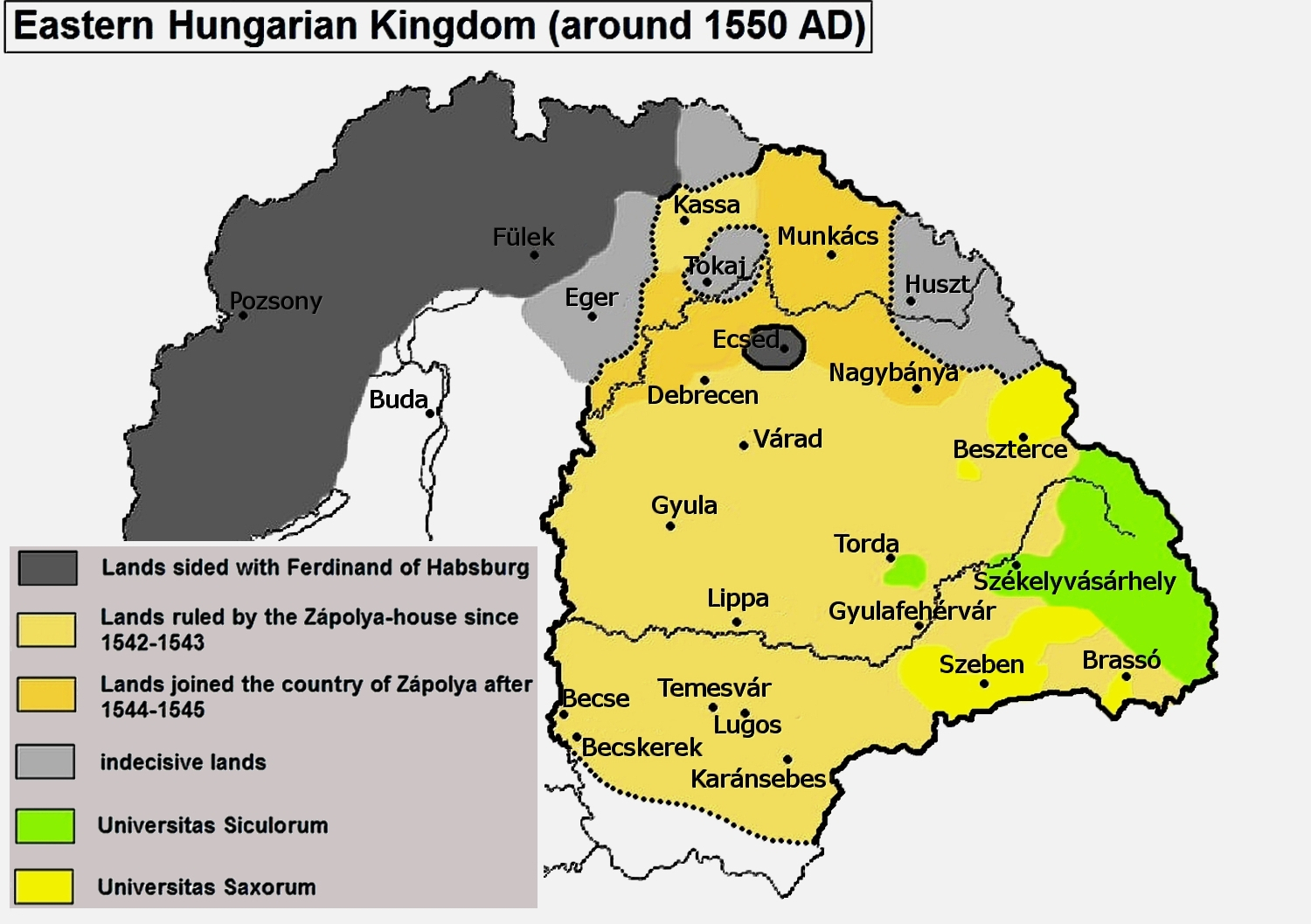
Hungría tripartita (en 1550). En los años siguientes, los otomanos conquistaron territorios al este del río Tisza para tomar venganza de la unificación temporal de Hungría Real y del reino de Hungría oriental bajo el gobierno del rey Fernando I.

Dado que los otomanos nunca pudieron conquistar todo el reino, su territorio se dividió en tres partes. El reino de los Habsburgo, o Hungría Real, incluía las regiones occidental y septentrional; Martinuzzi asumió la autoridad en el reino de Hungría oriental  como regente de Juan Segismundo; y la Hungría otomana se convirtió en parte integral del Imperio otomano. Dos Dietas separadas, ambas autoconsideradas como sucesoras legales de las Dietas húngaras, se desarrollaron en la Hungría Real y en Hungría oriental. Esta última Dieta surgió de las asambleas conjuntas de los representantes de las Tres Naciones de Transilvania y de los delegados de la nobleza del Partium (los condados de Hungría oriental a lo largo de las fronteras de Transilvania). La Dieta de Hungría oriental estableció el derecho de cada nación a regular sus propios asuntos internos. La Hungría otomana se dividió en eyalatos, o provincias, cada una bajo el gobierno de un beylerbey.   La mayoría de los nobles huyeron del territorio y se establecieron en el territorio desocupado.
Martinuzzi fue incapaz de lograr que los mercenarios de Fernando tomaran el control del reino de Hungría oriental en junio de 1551, lo que obligó a la reina Isabel y a su hijo a ir al exilio. Martinuzzi fue asesinado por los secuaces de Fernando , pero los mercenarios no remunerados no pudieron evitar los ataques otomanos. En 1556, la Dieta llamó a Juan Segismundo y a su madre de su exilio. Ella gobernó el país en nombre de su hijo hasta su muerte en 1559. Juan Segismundo fue un vasallo leal del sultán y participó en varias campañas militares otomanas contra la Hungría Real. Durante su reinado, la mayoría de los sículos se vieron privados de elementos importantes de las libertades sículas (como la exención de impuestos) lo que causó mucho descontento en el país sículo. El sucesor de Fernando, Maximiliano (r. 1564-1576), y el hijo de Suleiman, Selim II (r. 1566-1574), restauraron la paz en el Tratado de Adrianópolis en 1568. Juan Segismundo abandonó el título de rey en su tratado de Espira  en 1570 con Maximiliano, pero continuó gobernando su reino usando el título de Príncipe de Transilvania. Juan Segismundo reconoció la soberanía de los reyes de Habsburgo y su derecho a reunir Transilvania con Hungría Real después de su muerte sin hijos.
Juan Segismundo murió a principios de 1571. Los delegados de las Tres Naciones ignoraron la reclamación de Maximiliano sobre Transilvania y eligieron a un rico aristócrata Esteban I Báthory (r. 1571-1586) como gobernante. Báthory era el candidato otomano, pero juró lealtad a Maximiliano en secreto. Báthory fue elegido gobernante de la Mancomunidad polaco-lituana en 1575, pero mantuvo la paz con los otomanos y los Habsburgo. Maximiliano fue sucedido por su hijo, Rodolfo (r. 1576-1608). Después de que Báthory fuera sucedido por su sobrino, menor de edad, Segismundo Báthory (r. 1586-1599), se desarrolló el fraccionalismo y los líderes de las facciones llevaron a cabo venganzas contra sus oponentes en el principado de Transilvania. Se reanudaron las incursiones otomanas en la Hungría Real y el sultán Murad III (r. 1574-1595) declaró la guerra a Rodolfo en 1593. Las inesperadas derrotas otomanas durante la primera fase de la Guerra Larga turca fortalecieron los sentimientos anti-otomanos y Segismundo Báthory concluyó una alianza con Rodolfo en 1595. Los otomanos recuperaron rápidamente la iniciativa y Transilvania cayó en la anarquía. En 1601, las tropas de Rodolfo ocuparon el principado y su lugarteniente, Giorgio Basta, introdujo el gobierno del terror. Las acciones arbitrarias de los funcionarios reales causaron descontento tanto en la Hungría Real como en Transilvania. El tío materno de Segismundo Báthory, Esteban Bocskai, provocó una revuelta y ocupó un territorio significativo en la Hungría Real. El Tratado de Viena restauró la paz y los Habsburgo reconocieron el restablecimiento del principado de Transilvania.

## Desarrollo de la Reforma

### Comienzos de la Reforma

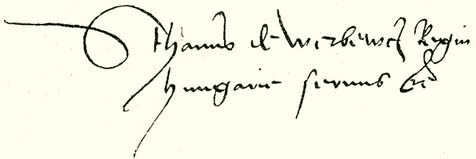
Firma de István Werbőczy (c. 1523). Werbőczy desafió los puntos de vista teológicos de Martín Lutero en la Dieta Imperial de Worms de 1521.

Las noticias de la actividad de Lutero llegaron a Hungría poco después de que publicara las noventa y cinco tesis. Los comerciantes de Hermannstadt probablemente se enteraron de las ideas de Lutero en la Feria Comercial de Leipzig en 1519. Un tal Thomas Preisner dio la primera lectura pública documentada de las tesis de Lutero en Leibitz (Ľubica, Eslovaquia) en 1521. En un año, los germanos de las ciudades discutían con entusiasmo las opiniones de Lutero en las ciudades mineras de la Alta Hungría. El tutor del rey Luis, Jorge, margrave de Brandeburgo-Ansbach, entabló correspondencia con Lutero. La mayoría de los cortesanos alemanes de María de Habsburgo, la esposa de Luis, simpatizaban con las ideas reformistas, pero no abandonaron su fe católica. Su capellán, Konrad Cordatus, no ocultó su adhesión a la teología luterana y ella lo despidió después de que el papa excomulgase a Lutero. El Königsrichter, Markus Pemfflinger, apoyó la difusión de las ideas luteranas en Hermannstadt, donde las canciones que se burlaban de los "papistas" o católicos ganaron popularidad.

¡Secta papista, miserables!
¡Mírense dentro y desechen sus pecados!
Los campos ahora son verdes, las flores están floreciendo,
Y palabras llenas de significado se derraman en el mundo.
Papist sect, you wretched people!
Look into yourselves and cast off your sins!
The fields are now green, the flowers are blooming,
And words full of meaning pour into the world.
Extracto de una canción popular sajona anticatólica

La población de habla húngara o eslava del país no tuvo acceso directo a la literatura reformista durante años. La mayoría de los nobles eran hostiles hacia las ideas protestantes, porque estaban convencidos de que Hungría solamente podría resistir las invasiones otomanas si recibía el apoyo del papa. István Werbőczy, que representó a Hungría en la Dieta Imperial de Worms de 1521, entabló una discusión pública con Lutero. Lutero afirmó que los húngaros debían luchar contra sus propios pecados en lugar de contra los otomanos, a quienes consideraba un «azote de Dios». Los nobles húngaros tomaron sus palabras como un insulto y negaron su misión autoproclamada de servir en el baluarte del cristianismo.  El primer edicto anti-luterano se promulgó en Hungría el 24 de abril de 1523; ordenaba la persecución y ejecución de todos los luteranos y la confiscación de sus propiedades. Ladislaus Szalkai, arzobispo de Esztergom, nombró comisionados para detectar y destruir la literatura evangélica, pero los magistrados locales los obstruyeron. En Sopron, una comisión real cooroboró que la gente del pueblo se reunía regularmente en las tabernas para discutir los puntos de vista de Lutero y criticar al papa.
La legislación anti-luterana no se pudo hacer cumplir durante la guerra civil que siguió a la batalla de Mohács. Seis de los doce obispos húngaros perecieron en el campo de batalla. El rey Fernando nombró obispos para las sedes vacantes, pero el papa no los confirmó. Las propiedades de la iglesia estaban desprotegidas; los edificios de las iglesias y los monasterios fueron saqueados o expropiados con regularidad. Ninguno de los dos reyes quería enemistarse con los aristócratas y los líderes de las ciudades protestantes. Los predicadores itinerantes protestantes cruzaban libremente las fronteras entre Hungría y los demás reinos del rey Fernando. Algunos de ellos se autodenominaron neo-utraquistas para aprovechar el estatus legal del Utraquismo en Bohemia.  Los partidarios más destacados del rey Juan, principalmente aristócratas nacionalistas, veían a Lutero como un innovador germano y no le mostraban simpatía. Juan era un católico devoto, pero no estaba dispuesto a perseguir a los "herejes" después de que el papa lo hubiera excomulgado por su alianza con los otomanos en 1529. El miedo al malestar social obstaculizó la difusión de las ideas protestantes, pero ningún movimiento campesino siguió a la guerra campesina de 1514, porque los siervos obtuvieron fácilmente exenciones de sus señores a raíz de la expansión otomana.

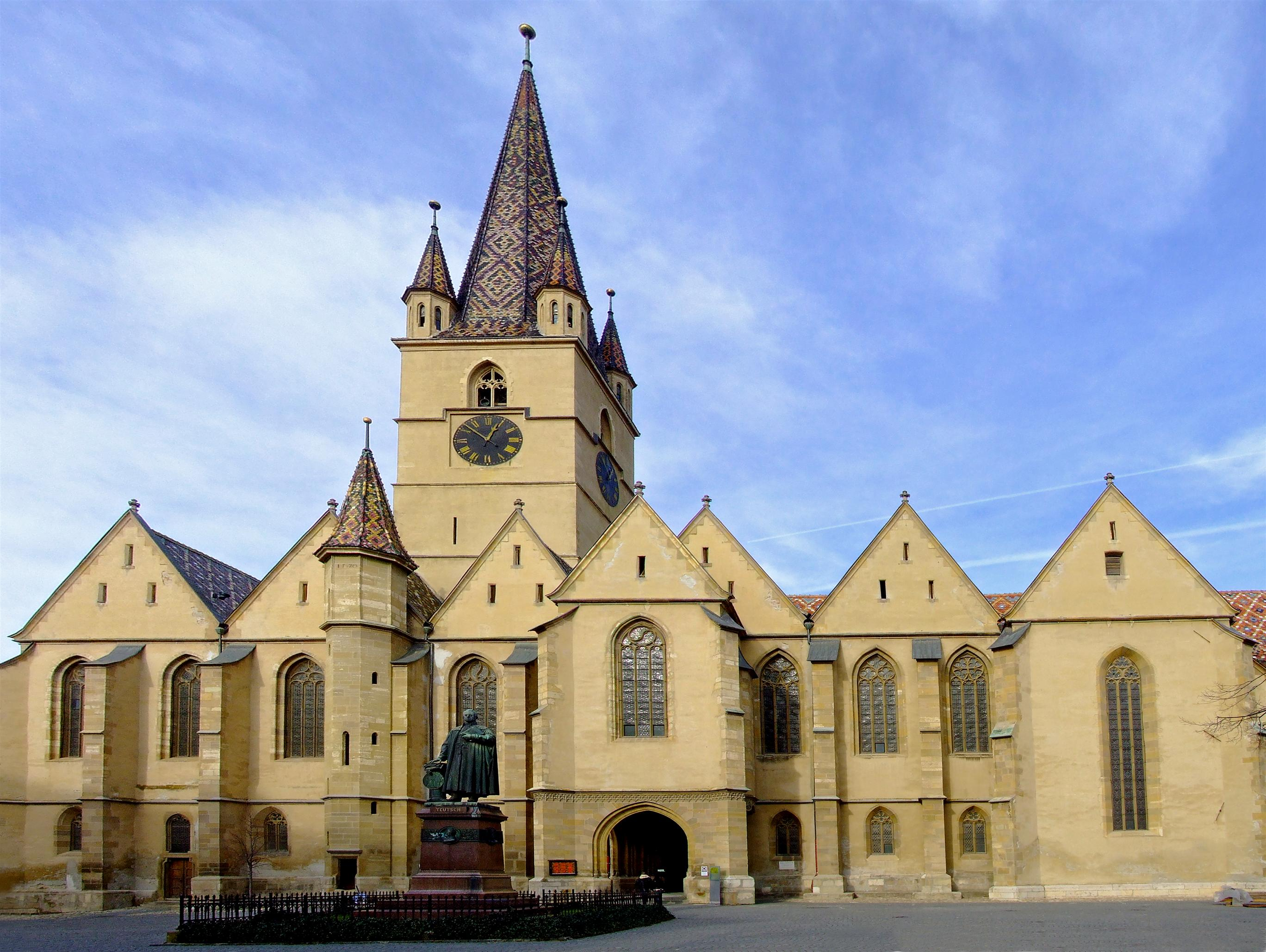
Catedral evangélica de Hermannstadt (Sibiu, Rumania). La metrópoli sajona de Transilvania estuvo entre las primeras ciudades donde los magistrados locales promovieron la Reforma.

Los laicos jugaron un papel preeminente en la difusión y recepción de ideas reformistas. Tanto la negación de Lutero de los privilegios sacerdotales como la imagen de Zwingli del movimiento de reforma como una fuerza transformadora de la iglesia y de la sociedad respaldaron la participación laica. Los primeros evangelistas protestantes fueron «laicos de ambos sexos» que predicaban fuera de los edificios de la iglesia, en hogares privados o en lugares públicos.  La mayoría de los líderes de las ciudades con una población germana significativa se mostraron receptivos a la predica anticatólica. Pemfflinger expulsó al párroco católico y a los frailes dominicos de Hermannstadt alrededor de 1530. La rica ciudad minera de Neusohl ((Banská Bystrica, Eslovaquia), empleó a pastores evangélicos desde 1530. Algunos magistrados de alto rango trataron de impedir la Reforma, pero rara vez pudieron encontrar sacerdotes católicos para atender las parroquias vacantes. Los ayuntamientos concedieron becas a los jóvenes para que estudiaran en Wittenberg y en otros centros académicos de la Reforma, pero los predicadores evangélicos profesionales aún eran escasos. En la década de 1540, un graduado croata de Wittenberg, Michael Radašin, era el pastor más popular en las ciudades mineras. Algunos ayuntamientos se mostraron reacios a pagar una remuneración regular al clero local. El pastor de la ciudad de Neusohl, Martin Hanko, tuvo que dedicar mucho tiempo a la administración de las propiedades de su pastorado para mantenerse antes de que la ciudad aceptara cambiarlas por un salario fijo. El radicalismo de algunos predicadores indignó a los habitantes moderados. Wolfgang Schustel, tuvo que dejar Bartfeld (Bardejov, Eslovaquia) por sus estrictas opiniones sobre la piedad pública en 1531; su sucesor, Esaias Lang, fue expulsado por sus simpatías anabaptistas.  Un magistrado moderado, Johannes Honter, impidió que el pastor de la ciudad aboliera las reglas del ayuno en Kronstadt en 1539.
Las personas que no hablaban alemán se volvieron receptivas a las ideas protestantes en la década de 1530. Los predicadores protestantes comparaban a los húngaros, que sufrían las invasiones otomanas, con los judíos en los cautiverios egipcio y babilonio, describiendo a los húngaros como un nuevo pueblo elegido, capaz de recuperar el favor de Dios demostrando su fe. En contraste con esa atractiva explicación, los clérigos católicos enfatizaban que la difícil situación otomana había sido llevada al pueblo húngaro como castigo por sus pecados. Los hombres de letras protestantes participaron activamente en redes académicas internacionales. Muchos de ellos estudiaron en universidades alemanas y suizas o tuvieron contacto directo con los teólogos protestantes más influyentes.
Los aristócratas reformistas dieron refugio a los predicadores protestantes en los reinos de ambos reyes. Algunos de ellos mantuvieron correspondencia con Lutero o Melanchthon sobre cuestiones teológicas.  Una rica mujer de la nobleza, Katalin Frangepán, encargó al humanista Benedek Komjáti que publicara su traducción al húngaro de las Epístolas de San Pablo.  El derecho de patrocinio de los aristócratas sobre las iglesias de las aldeas fue fundamental para la difusión de las ideas protestantes entre el campesinado. Tamás Nádasdy, Péter Perényi y Gáspár Drágffy estuvieron entre los primeros barones en emplear pastores protestantes en sus castillos. János Sylvester, graduado de las universidades de Cracovia y Wittenberg, completó y publicó su traducción al húngaro del Nuevo Testamento en Sárvár —el centro de los dominios Nádasdy— en 1541. Nádasdy fue una figura representativa de la transición religiosa. Empleó tanto a un capellán evangélico como a un predicador de la corte católica; ofreció asilo a los refugiados anabaptistas, pero dio donaciones a los monjes paulicianos; mantuvo correspondencia tanto con Melanchthon como con el papa; su esposa,   Orsolya Kanizsai, usó regularmente terminología calvinista en su correspondencia con él.  Los aristócratas protestantes cedieron las iglesias del pueblo a las congregaciones protestantes locales, transformando así las parroquias originalmente católicas en pastorajes evangélicos. La evidencia disponible sugiere que las mujeres no predicaban en las iglesias, por lo que el desarrollo de la estructura de la iglesia protestante limitó el papel de las mujeres en la evangelización.
La mayoría de los pastores de etnia húngara habían nacido en pueblos con mercado y ese entorno les facilitó abordar las preocupaciones cotidianas de los aldeanos. Los húngaros étnicos estuvieron expuestos a las ideas reformistas en un período de intensos debates entre varias ideologías protestantes concurrentes. Dos antiguos frailes franciscanos, Mátyás Dévai Bíró y Mihály Sztárai, y el colaborador más joven de Sztárai, István Szegedi Kiss, representaron el «eclecticismo teológico» de su época. Dévai Bíró cayó bajo la influencia de Lutero y Melanchthon alrededor de 1530, pero su profundo desprecio por la Misa lo convirtió en un ferviente oponente de la doctrina de la transubstanciación, por lo que los protestantes conservadores lo consideraban un «sacramentario». Era un pastor popular, sirviendo en cortes aristocráticas y pueblos comerciales en los reinos de ambos reyes. Sztárai se mudó a la Hungría otomana y estableció congregaciones protestantes en más de 120 asentamientos. Los reformadores radicales lo atacaron por sus puntos de vista conservadores sobre la liturgia, pero su poco clara enseñanza de la Eucaristía asombró a los teólogos evangélicos.   Szegedi Kiss fue influenciado por la teología eucarística de Bullinger. Sus tratados teológicos fueron enseñados en universidades protestantes de Europa Occidental.

### Legalización

#### Iglesia evangélica

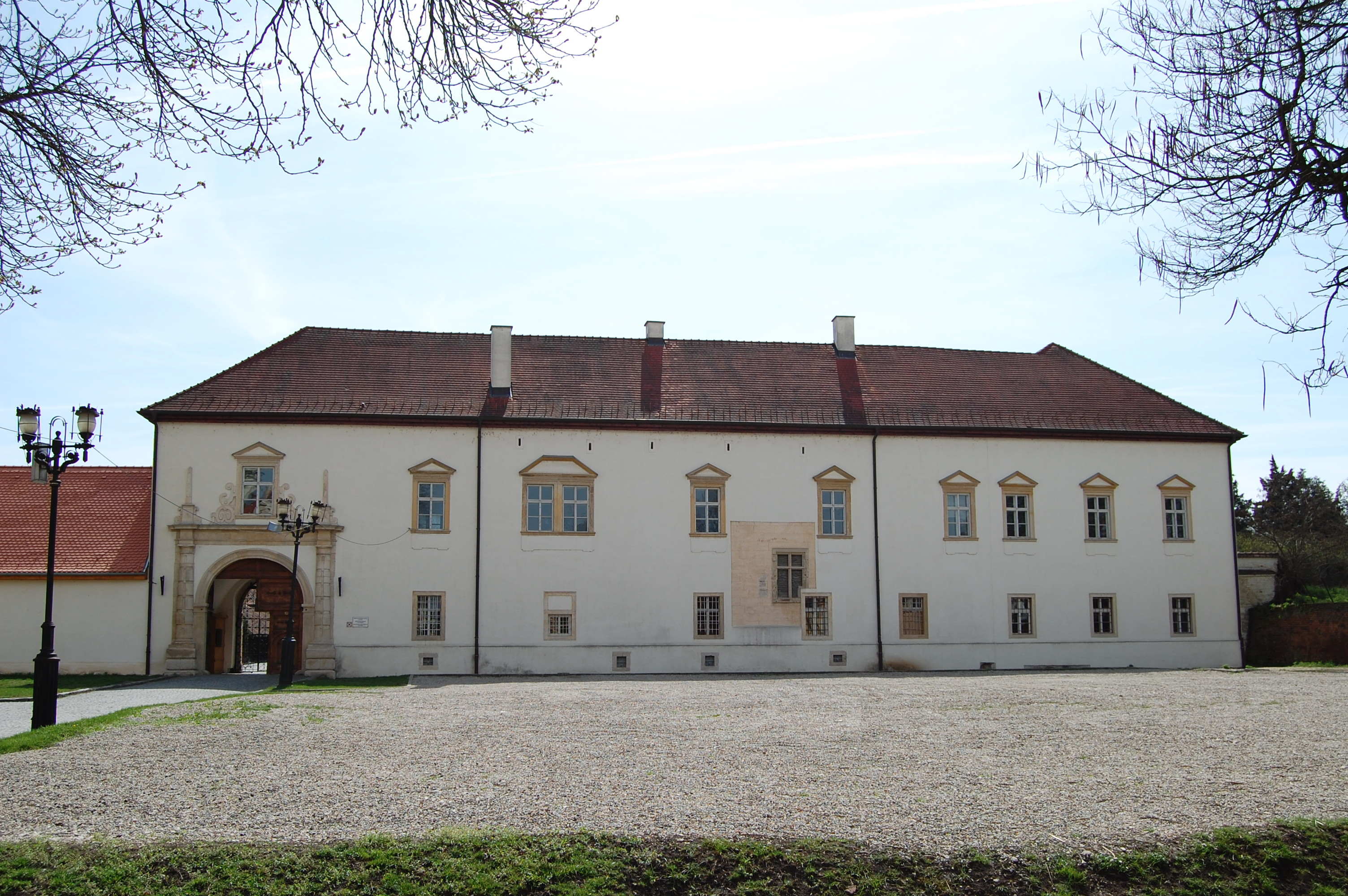
Palacio episcopal de Transilvania en Gyulafehérvár ((Alba Iulia, Rumania). Fue confiscado a favor de la familia real después de la muerte del obispo János Statileo en 1542.

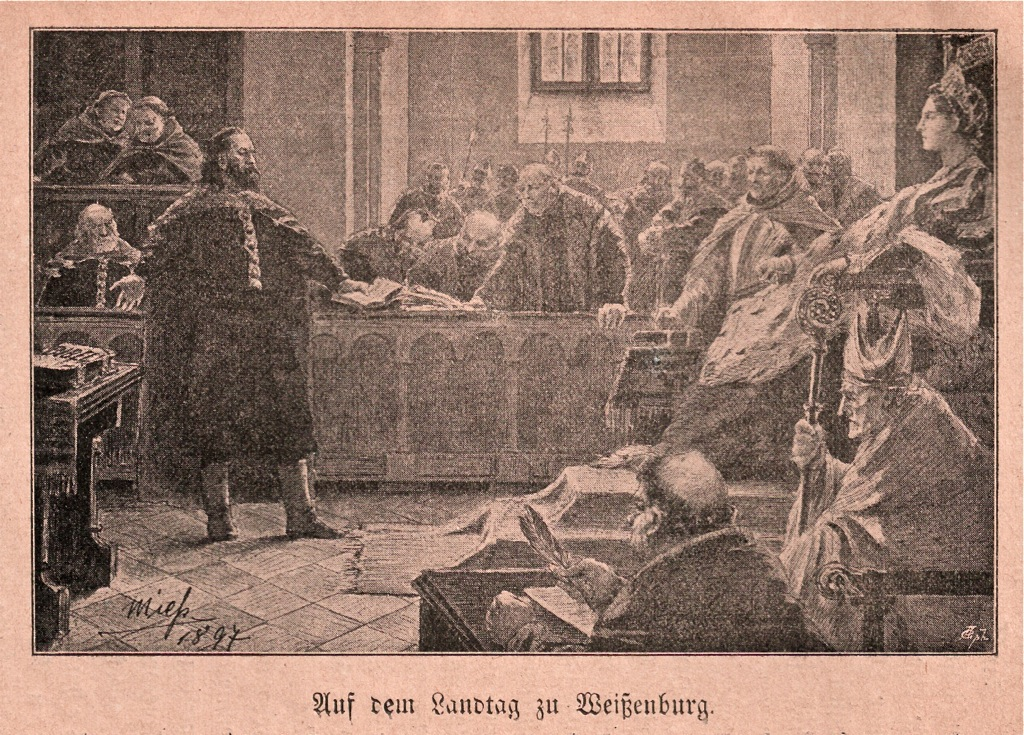
Johannes Honter en la Dieta de Gyulafehérvár de 1542

El obispo católico de Transilvania, János Statileo, murió en 1542. El obispado quedó vacante, sus ingresos fueron confiscados y la reina Isabel estableció la nueva corte real en el castillo de los obispos en Gyulafehérvár (Alba Iulia, Rumanía). La reina nombró vicarios para administrar el obispado, pero la vacante dejó a los católicos de Transilvania sin un liderazgo fuerte. Después de que los otomanos capturaron Esztergom en 1543, la sede del arzobispado fue transferida a Nagyszombat (Trnava, Eslovaquia) en la Hungría Real.
El servicio divino evangélico reemplazó por primera vez a la liturgia católica en Hungría oriental en Kronstadt en octubre de 1542. Los sajones de Bistritz (Bistrița, Rumania) destruyeron los "ídolos" en sus iglesias a fines de 1542, porque interpretaron un ataque del principado de Moldavia contra la ciudad como la señal de la ira de Dios por su idolatría. George Martinuzzi quería llevar a los sacerdotes sajones ante el tribunal por cargos de herejía, pero los políticos moderados lo convencieron a él y a la reina de celebrar un debate religioso en la Dieta en Gyulafehérvár en junio de 1543. El debate fue indeciso y los predicadores sajones dejaron Gyulafehérvár sin cargos. Johannes Honter publicó un pequeño libro, Pampleto de la Reforma, sobre la transformación de la vida de la iglesia en Kronstadt. Al igual que otros reformadores, Honter estaba convencido de que los cambios no podían considerarse innovaciones, sino pasos hacia la restauración de la antigua pureza del cristianismo occidental. Argumentó que muchos elementos realmente sin importancia de la vida de la iglesia católica eran ajenos a los viajeros ortodoxos que visitaban Kronstad, un floreciente centro comercial en la frontera entre Hungría y el Principado de Valaquia, y sus frecuentes demandas de una explicación generaban dudas sobre las doctrinas cristianas fundamentales en personas sin educación. El clérigo sajón de mayor rango, Matthias Ramser, envió una copia del folleto de Honter a Lutero, Melanchthon y Johannes Bugenhagen para su revisión. Los tres revisores lo elogiaron unánimemente por su claridad.
Al experimentar la falta de voluntad del gobierno para tomar medidas anti-protestantes, los líderes sajones llegaron a la conclusión de que las cuestiones religiosas podían tratarse como asuntos internos de cada nación. En abril de 1544, las cuestiones religiosas se reconsideraron en la Dieta de Torda (Turda, Rumania) y se reconoció tácitamente la coexistencia de las denominaciones católica y evangélica: un decreto advertía a los viajeros que respetaran las costumbres devocionales de la ciudad o aldea donde se alojaran. Los representantes de las Tres Naciones querían consolidar el status quo religioso y la Dieta prohibió más innovaciones religiosas. En noviembre, la asamblea general de la nación sajona ordenó que todas las ciudades sajonas introdujeran la liturgia evangélica; al año siguiente, las aldeas seguirían su ejemplo.  La Reforma evangélica se extendió desde Kronstadt a los asentamientos cercanos de los sículos, principalmente a través de la mediación de los guardias sículos de la ciudad y de los ciudadanos húngaros de dos suburbios. Un aristócrata sículo, Pál Daczó, fue el protector más influyente de los pastores evangélicos en el País Sículo. Algunos nobles sículos siguieron siendo católicos devotos, como la familia Apor, asegurando la supervivencia de los enclaves católicos. Los magistrados sajones apoyaron la publicación de catecismos evangélicos en rumano. Propusieron cambios litúrgicos, pero la mayoría de los sacerdotes ortodoxos rumanos los rechazaron. La viuda de Gáspár Drágffy, Anna Báthory, convocó a los pastores húngaros del norte de Partium a un sínodo en Erdőd (Ardud, Rumania). Adoptaron doce artículos basados en la Confesión de Augsburgo en septiembre de 1545.
La difusión de la teología calvinista y las ideas radicales perturbaron tanto a los aristócratas como a los magistrados católicos y evangélicos. En 1548, la Dieta de Hungría oriental repitió la prohibición de las innovaciones religiosas, mientras que la Dieta de la Hungría Real prohibía a los "sacramentarios" y anabaptistas.  En la última Dieta, los municipios libres reales fueron acusados de indulgencia con los predicadores radicales. Los obispos católicos establecieron comisiones para expulsar a todos los protestantes de la Hungría Real, pero las inmunidades de los municipios libres reales impidieron que los comisionados iniciaran investigaciones dentro de sus muros. Sabiendo que el rey Fernando prácticamente había legalizado la Confesión de Augsburgo en la Dieta Imperial de 1530, las comunidades evangélicas recopilaron confesiones de fe para demostrar el pleno cumplimiento de sus congregaciones. Un maestro de escuela de Bartfeld, Leonard Stöckel, completó el primer documento de este tipo en septiembre de 1549. Su Confessio Pentapolitana criticaba duramente las teologías "sacramentarias" y radicales. Fue adoptado por cinco distritos libres reales de Hungría Superior.
Los otomanos eran indiferentes a los debates teológicos cristianos y las ideas reformistas se difundieron sin perturbaciones en la Hungría otomana. Como las autoridades otomanas querían pacificar el territorio conquistado, estaban ansiosas por mantener la paz religiosa. Regulaban las cuestiones religiosas de las comunidades cristianas locales en «cartas de aprobación». No perturbaron la vida de la iglesia de los cristianos, pero la construcción y restauración de iglesias estaba estrictamente controlada y los sacerdotes no podían reunirse en un sínodo sin un permiso especial. Según informes contemporáneos, los funcionarios otomanos favorecieron a los pastores protestantes frente al clero católico, y algunos de ellos llegaron incluso a asistir a los servicios de la iglesia protestante. En contraste, un pastor reformado que servía en Tolna, Pál Thúri Farkas, señaló que los funcionarios otomanos investigaban regularmente las opiniones de los cristianos locales sobre el profeta islámico Mahoma, y que los cristianos podían evitar el castigo solo si fingían ignorancia. El representante en Hungría de los ricos Fugger, Hans Dernschwam, señaló en 1554 que los pobres húngaros que vivían en Buda «no tenían la comodidad que no fuese la Palabra de Dios, que los luteranos predican más abiertamente que los papistas».
La Dieta húngara oriental promulgó la interpretación sajona y declaró las cuestiones religiosas como parte de los asuntos internos de cada nación en 1550. El principio no fue cuestionado después de que la reina Isabel y su hijo fuesen exiliados a Polonia en 1551. La Dieta instaba regularmente a católicos y evangélicos a recibirse unos a otros «con deferencia y amabilidad». En 1551, Kolozsvár (Cluj-Napoca, Rumanía), un municipio real libre con una población mixta sajona y húngara, no encontró oposición oficial cuando el ayuntamiento introdujo la versión evangélica de la Reforma. La unificación de la Hungría Real y la Hungría oriental bajo el dominio de los Habsburgo provocó una invasión otomana en 1552. Los otomanos se anexionaron del Banato y los refugiados de la región aumentaron la ciudadanía de habla húngara en Kolozsvár. El pastor de la ciudad, Gáspár Heltai, aunque él mismo era sajón, publicó una serie de libros religiosos en húngaro, incluido su propio Diálogo, una colección de novelas y parábolas que ilustraban la teología moral de Lutero.

#### Iglesia reformada

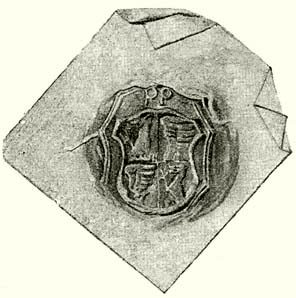
El sello de Péter Petrovics, aristócrata adinerado, poderoso partidario de la teología reformada en el Reino de Hungría del Este.

La voluntad de los aristócratas de ampliar sus privilegios y la expansión otomana fueron circunstancias favorables para la recepción de la teología calvinista. Los nobles comenzaron a considerar el derecho a elegir entre denominaciones cristianas concurrentes como un elemento importante de sus libertades. Bullinger dirigió su Brevis et pia institutio a los húngaros, elogiándolos por su lucha contra los otomanos. Su trabajo ganó popularidad, facilitando la difusión de sus puntos de vista teológicos. Las tensiones entre las ideologías protestantes concurrentes se intensificaron y los debates teológicos públicos se llevaron a cabo con regularidad. No era raro que una congregación despidiera a un pastor que había perdido un debate, mientras que un pastor carismático podía convencer a su rebaño de adherirse a una nueva teología.
Márton Kálmáncsehi, un polemista experimentado, fue instalado como pastor de la rica ciudad comercial de Partium, Debrecen, en 1551. Ya había sido famoso por sus apasionados sermones que indignaron a los protestantes moderados. Se rumoreaba que había bautizado a los niños con agua de un abrevadero para cerdos para ilustrar lo que significaba la libertad cristiana. Como pastor de la ciudad, reemplazó el altar por una simple mesa de madera en la iglesia y vestía ropa de diario durante el servicio de adoración. En línea con las opiniones de Bullinger, consideraba el pan y el vino sacramental como puros signos y símbolos, por lo que el ayuntamiento lo acusó de herejía y el sínodo regional de pastores evangélicos lo excomulgó en Körösladány. Un rico aristócrata protestante, Péter Petrovics, apoyado por Kálmáncsehi, lo apoyó para predicar sus puntos de vista en sus dominios en el Partium. En 1552, Kálmáncsehi celebró dos sínodos para los pastores de la región en Beregszász ([Berehove]], Ucrania) y adoptaron decretos que reflejaban la influencia calvinista. La difusión de la ideología calvinista podía provocar acalorados debates: un ciudadano católico asesinó a un pastor reformado en Várad en mayo de 1553. El médico italiano de Petrovics, Francesco Stancaro, había sido expulsado de Prusia por sus enseñanzas sobre Cristología.  Según la teología dominante, Cristo unió una naturaleza divina y una humana en su persona. Stancaro no rechazó este enfoque, pero enseñó que Cristo medió entre Dios y la humanidad solo en su humanidad. Su interpretación poco ortodoxa lo llevó a frecuentes conflictos con el clero evangélico.
Dado que los sajones de Transilvania eran los fieles partidarios del rey Fernando, sus funcionarios no intervinieron cuando los pastores sajones eligieron a su primer superintendente u obispo, Paul Wiener, un refugiado del ducado de Carniola de Fernando, en febrero de 1553. Los sajones no cortaron todos los vínculos con la Iglesia católica. Cuando Nicolaus Olahus fue instalado como arzobispo de Esztergom, los deanes de Hermanstadt y Kronstadt le ofrecieron pagar los habituales «intereses de la catedral». Olahus instó a los deanes a abandonar sus puntos de vista «heréticos», pero ignoraron sus demandas. Pál Bornemissza, entonces recién nombrado obispo católico de Transilvania, convocó un sínodo para hacer los preparativos para la recatolización de los deanatos bajo su jurisdicción. Aunque los sajones de Bistritz estaban dispuestos a remitirle los honorarios habituales, declararon que el obispo debería «permanecer tranquilo y en paz» en asuntos de conciencia, liturgia y teología. La presencia de los mercenarios de Fernando fortaleció la posición de los católicos en la Hungría oriental. El nuevo obispo de Várad, Mátyás Zabardi, expulsó al clero reformado de su diócesis. Los pastores protestantes que eligieron quedarse debían ajustarse a algunos decretos obviamente calvinistas adoptados en sus sínodos anteriores para demostrar su adhesión a la teología evangélica.
La escena política estaba cambiando rápidamente. Cuando Fernando retiró a sus mercenarios de Transilvania, Bornemissza abandonó su diócesis y el obispado de Transilvania quedó vacante. En 1556, la Dieta eligió a Petrovics como vice-regente para gobernar el país hasta el regreso de la reina Isabel y de Juan Segismundo. Durante el Interregno, Petrovics inició un debate religioso entre predicadores evangélicos y reformados en Kolozsvár.  Los delegados de las Tres Naciones celebraron el regreso de la reina y de su hijo con mucha pompa en octubre de 1556. La Dieta secularizó todas las propiedades de los obispados de Transilvania y de Várad. La reina luchó por la paz religiosa y la Dieta decretó que «cada uno puede mantener la fe de su elección, junto con los nuevos ritos o los antiguos, sin ofender a nadie». La redacción era engañosa: el decreto no promulgaba la tolerancia religiosa, pero promovía la convivencia pacífica de católicos y evangélicos. En la práctica, la libre circulación de los sacerdotes católicos se limitaba a los dominios de los aristócratas católicos. En 1557, los pastores evangélicos celebraron un sínodo y dividieron el distrito de la iglesia de Transilvania según líneas étnicas. Ferenc Dávid, el popular pastor de la ciudad de Kolozsvár, fue elegido primer superintendente del distrito húngaro. Dávid, como subraya el historiador Gábor Barta, tenía una «mente escéptica» que «lo empujaba de una crisis de fe a otra». Alrededor de 1557, sus estudios de teología zwingliana debilitaron su convicción luterana, pero defendió con entusiasmo la cristología tradicional contra Stancaro.  Aunque Stancaro tuvo que dejar Hungría, su cristología influyó profundamente en su alumno, Tamás Arany.

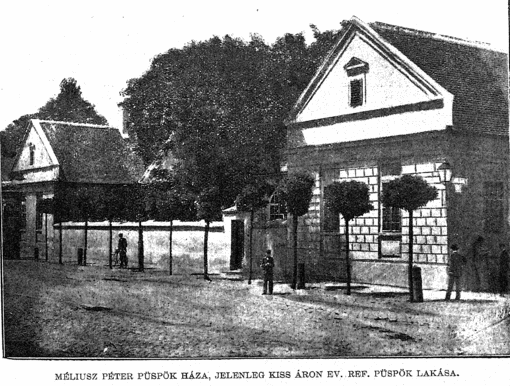
Casa en Debrecen de Péter Melius Juhász, un líder influyente de la Iglesia Reformada húngara de fines del siglo XVI

Continuaron las discusiones religiosas. En junio de 1557, el sínodo conjunto de los dos distritos eclesiásticos de Transilvania completó un documento confesional común, el Consenso de Kolozsvár. Reflejaba los puntos de vista de Lutero sobre la Eucaristía, pero en septiembre los pastores protestantes de Partium adoptaron una fórmula calvinista. Los sacerdotes sajones enviaron una copia del Consenso de Kolozsvár para su revisión a Melanchthon. La siguiente Dieta incorporó la evaluación de Melanchthon en un decreto y proscribió a los sacramentarios, pero la prohibición no pudo detener el desarrollo de la teología reformada. El estudiante de Szegedi, Péter Melius Juhász  completó el primer credo eucarístico en húngaro. Definió la Eucaristía como una conmemoración simbólica de la muerte de Cristo en línea con la teología reformada. Convenció a Dávid de que asistiera al sínodo de los clérigos reformados de Partium en Várad en agosto de 1559. Cuando el sínodo adoptó el credo reformado con el consentimiento de Dávid, la ruptura de Dávid con la Iglesia Evangélica fue inevitable y abdicó de la superintendencia. En noviembre, pastores húngaros de la Alta Hungría, Partium y Transilvania se reunieron en un sínodo conjunto en Marosvásárhely (Târgu Mureș, Rumania) y adoptaron el credo de Melius. La gente germana de las ciudades permaneció hostil hacia el calvinismo y siete ciudades mineras de la Alta Hungría adoptaron una confesión luterana común de fe, la  Confessio Heptapolitana. A veces, el derecho de patrocinio de los señores locales era inadecuado para detener la difusión de las ideas reformadas. La congregación local convenció al señor evangélico de Sárospatak, Gábor Perényi, de reconocer su derecho a elegir libremente entre la liturgia eucarística evangélica y la reformada.{sfn|Fata|2015|pp=101-102|group=Fa.}}
El arzobispo Nicolaus Olahus fundó un seminario para la educación del clero católico en Nagyszombat en 1560. El año siguiente, estableció un convento jesuita que se convirtió en el centro principal de la Contrarreforma en la Hungría Real. Olahus intentó implementar una prohibición contra los sacerdotes que no habían recibido las órdenes sagradas de un obispo católico, pero eran numerosos y sus congregaciones no estaban dispuestas a despedirlos. Su acción levantó el ánimo de los protestantes hacia las autoridades de la iglesia católica.
El rey Fernando apoyó la renovación católica, pero Juan Segismundo adoptó un enfoque de mente abierta en cuestiones religiosas. El historiador Mihály Balázs propone que Juan Segismundo quería identificar su reino como «un refugio para la reforma en clara distinción de sus rivales católicos de los Habsburgo».  Después de una serie de debates entre los pastores evangélicos sajones y los pastores reformados predominantemente húngaros, persuadió a ambas partes a resumir sus puntos de vista en dos documentos separados y envió ambos resúmenes a los teólogos protestantes alemanes para su revisión en 1562. El mismo año, él se convirtió del catolicismo al evangelismo, pero no prohibió más debates religiosos. Se celebró un debate decisivo en Nagyenyed (Aiud, Rumania) en abril de 1564. El médico antitrinitario de Juan Segismundo, Giorgio Biandrata, que lo representó en la reunión, adelantó la elección de dos superintendentes separados antes de que comenzaran las discusiones, lo que hizo que la separación de las iglesias evangélica y reformada fuera prácticamente inevitable. Los sacerdotes reformados eligieron a Dávid. El 4 de junio de 1564, la Dieta de Torda sancionó la existencia de la Iglesia Reformada como la tercera religio recepta, o denominación legalmente reconocida, en Hungría oriental.  El mismo año, Juan Segismundo se convirtió al calvinismo.
Aunque dos líderes calvinistas, Dávid y Heltai, eran de origen sajón, principalmente los húngaros étnicos (incluida la mayoría de los sículos)  optaron por adherirse a la Iglesia Reformada. Las dos denominaciones protestantes inicialmente no tenían organizaciones eclesiásticas separadas. La religio Colosvariensis ('Iglesia de Kolozsvár'), predominantemente reformada, tenía jurisdicción sobre los condados, incluidas las congregaciones evangélicas locales, mientras que la religio Cibiniensis ('Iglesia de Hermannstadt'), principalmente evangélica, también incluía congregaciones reformadas en los asentamientos sajones. Para promover la conversión de los rumanos al calvinismo, Juan Segismundo nombró a un sacerdote protestante rumano, Gheorghe of Sîngeorgiu, como su único líder religioso en 1566. La Dieta ordenó la expulsión de todos los sacerdotes ortodoxos que se negaron a convertirse al calvinismo, pero el decreto nunca se implementó.

#### Iglesia unitaria

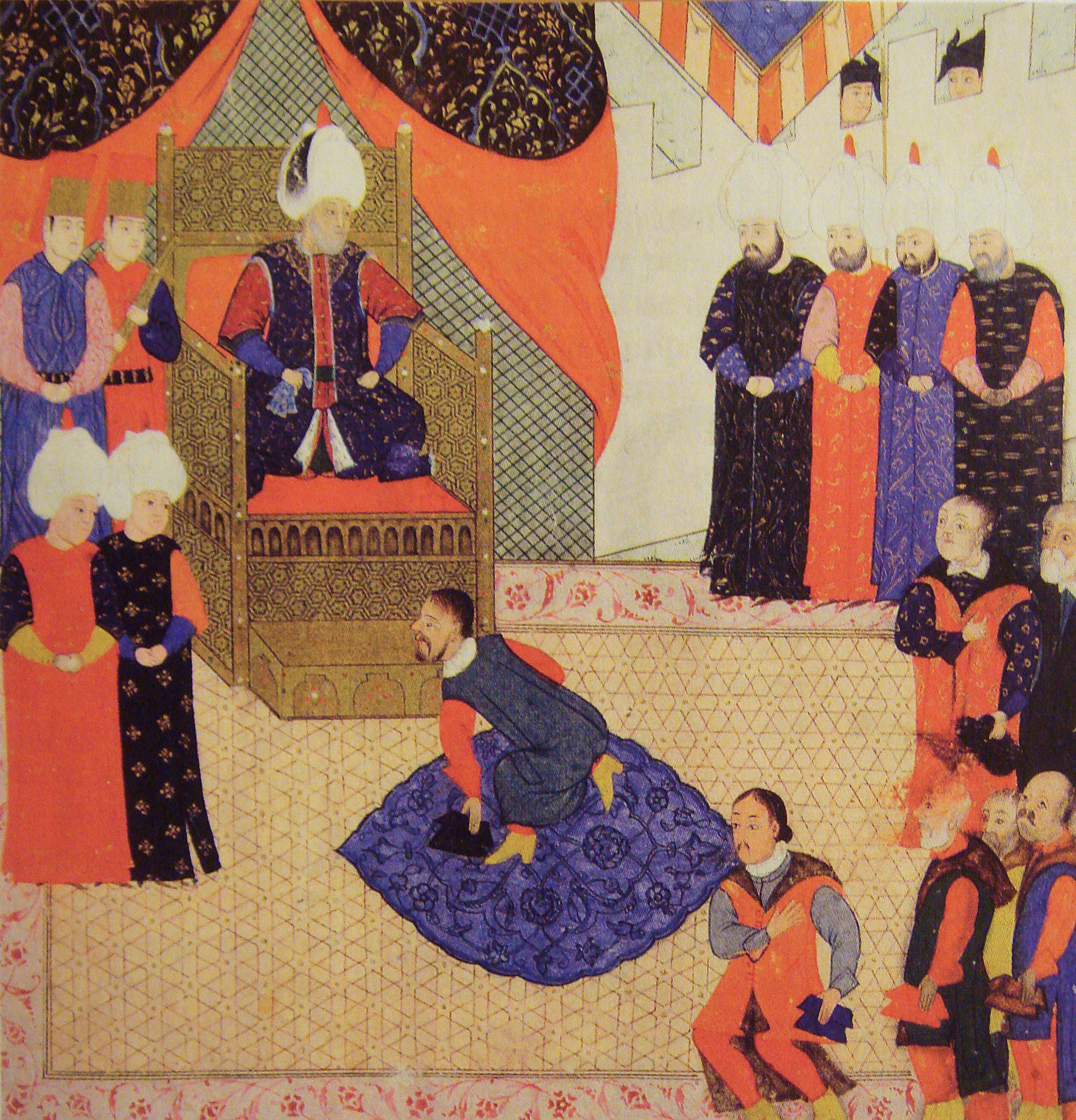
El rey Juan Segismundo Zápolya rinde homenaje al sultán Solimán el Magnífico en Zemun el 29 de junio de 1566.

Las innovaciones religiosas continuaron en la Hungría oriental y los predicadores más radicales comenzaron a rechazar abiertamente el dogma de la Trinidad a principios de la década de 1560.  Uno de ellos, Tamás Arany, fue expulsado de Debrecen por Péter Melius. Giorgio Biandrata declaró que todas las discusiones sobre la naturaleza de Cristo no eran bíblicas porque Dios no quería revelar todos los secretos teológicos a la humanidad.  Reconoció que la autonomía de las congregaciones reformadas facilitaba la difusión de puntos de vista radicales y convenció a Ferenc Dávid para que abandonase la teología trinitaria. Dávid apoyó una teología radical, pero no abrazó el activismo político de la mayoría de los reformadores radicales. En su publicación de textos de las obras de Servet, Dávid enfatizó la pobreza de Cristo, pero también afirmó que el ejemplo de Cristo debería seguirse «tanto como fuera posible». Los magistrados de Kolozsvár apreciaron el conservadurismo social de Dávid y ordenaron a los pastores locales que cumplieran con las enseñanzas de Dávid. Entre 1566 y 1570, Kolozsvár se volvió predominantemente antitrinitario, con comunidades minoritarias católicas y reformadas reprimidas.
Dado que Melius había criticado duramente a Dávid, el rey Juan Segismundo les ordenó discutir sus puntos de vista en público en Gyulafehérvár en abril de 1566. Después del debate, Juan Segismundo elogió a Melio y el clero de Transilvania reafirmó su adhesión al dogma de la Trinidad. Dávid ignoró su decisión y se negó a abandonar el antitrinitarismo. En febrero de 1567, Melius celebró un sínodo en Debrecen, condenando a Dávid y a sus seguidores por herejía. El sínodo adoptó una confesión de fe estrictamente reformada, conocida como Confesión de Debrecen, y ordenó la eliminación de altares, órganos y artefactos de las iglesias. Los pastores reunidos atacaron al Papado, asociándolo con el Anticristo, y culparon a los «papistas» por reemplazar el cristianismo puro con sus supersticiones y tradiciones dudosas. Biandrata como médico de la corte y Dávid como predicador de la corte ejercieron una influencia significativa sobre Juan Segismundo.  El antitrinitarismo se adaptaba bien a la posición internacional de su reino: la adopción de una teología antitrinitaria expresaba una distancia con la corriente principal del cristianismo, sin romper todos los vínculos con él. En febrero de 1567, Dávid convocó a los clérigos reformados de Transilvania a un sínodo en Torda. Cuando los pastores calvinistas más devotos se ausentaron, el sínodo adoptó un nuevo credo, que representa una posición intermedia entre las teologías trinitaria y antitrinitaria. El credo reconocía a Cristo como el único hijo de Dios, describía al Espíritu Santo como parte tanto de Dios como de Cristo, pero negaba la personalidad independiente del Espíritu Santo. En los meses siguientes, Dávid resumió sus puntos de vista teológicos y comentarios críticos sobre la Confesión de Debrecen en tres tratados latinos y dos húngaros.

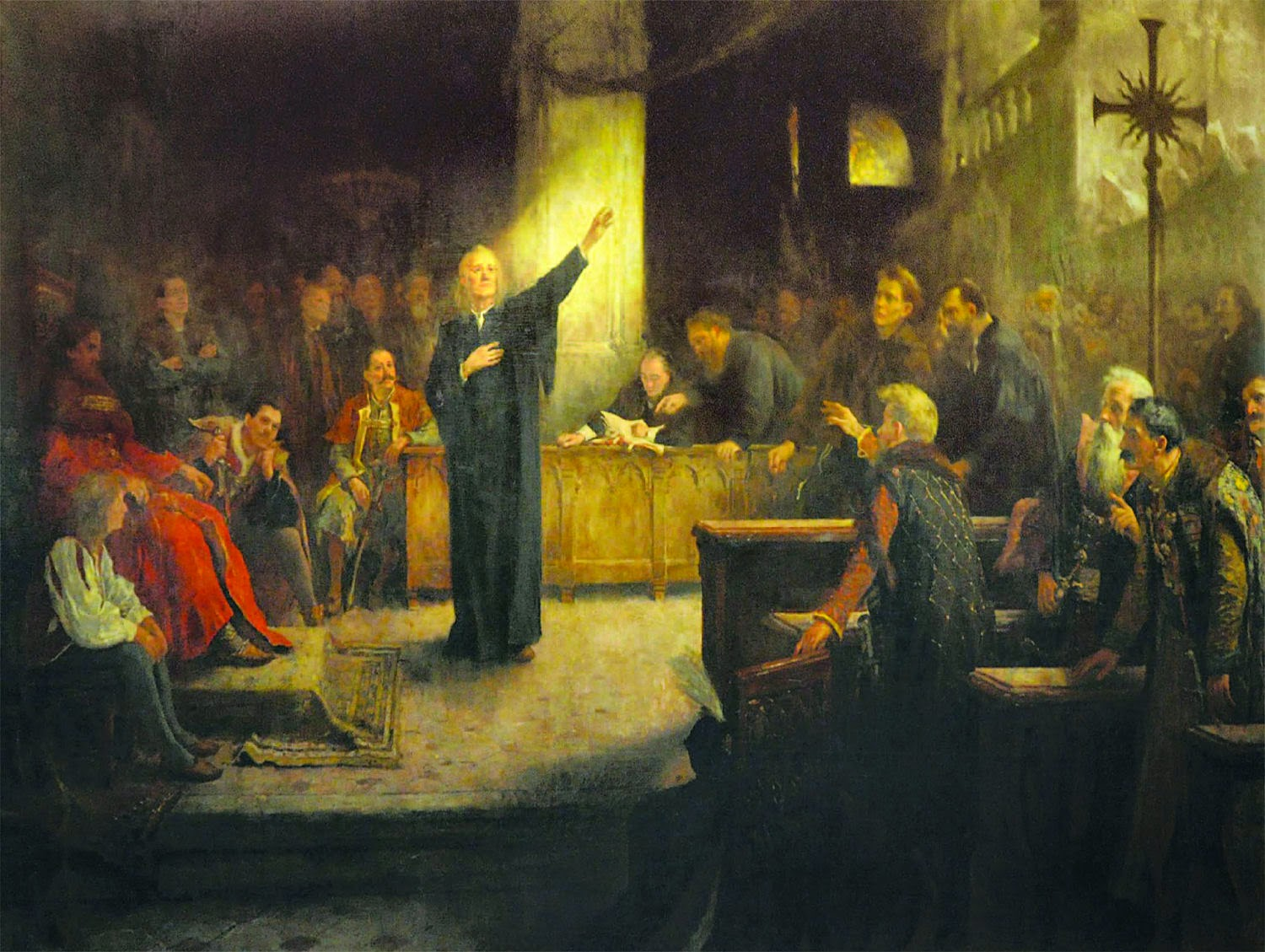
La dieta de Torda, una pintura de Aladár Körösfői-Kriesch

Juan Segismundo convocó a los delegados de las Tres Naciones a una Dieta en Torda en enero de 1568 para reconsiderar cuestiones religiosas. La Dieta aprobó un edicto que ampliaba los límites de la libertad religiosa en la Hungría oriental. El Edicto de Turda autorizaba a todos los pastores a predicar libremente su comprensión de la Biblia y a las comunidades locales para determinar libremente sus puntos de vista religiosos. En cada parroquia, el grupo confesional mayoritario podía tomar posesión del edificio de la iglesia local, pero el grupo minoritario desplazado tenía derecho a una compensación. Aunque a los terratenientes se les prohibió instalar a un sacerdote en las iglesias bajo su patrocinio sin el consentimiento de la comunidad local, los líderes húngaros, sajones y sículos influyeron fuertemente en la vida religiosa de los siervos en las tierras bajo su dominio.  En la práctica, el Edicto de Turda otorgaba el estatus de religio recepta a la antitrinitaria Iglesia Unitaria de Transilvania. El simple y atractivo lema antitrinitario —«Sólo hay un Dios»— facilitó las conversiones masivas. Los guardias sículos de Juan Segismundo difundieron la nueva fe en el país sículo y en las prominentes familias aristocráticas sículas convertidas al unitarismo.  El catolicismo acérrimo de algunas comunidades sículas puede haber demostrado su oposición a los intentos del Rey de limitar sus libertades. Las familias nobles húngaras también eligieron el unitrianismo, pero la mayoría de los nobles insistieron en su fe reformada, evangélica o católica. La organización de la iglesia unitaria se desarrolló a través de la adquisición de edificios de la iglesia católica junto con el derecho a recolectar los diezmos.
Una serie de disputas religiosas entre los representantes de las tres denominaciones protestantes siguió a la Dieta. Un fraile jesuita, János Leleszi, pudo asistir a las reuniones como observador. Los líderes seculares frecuentaban las disputas y los argumentos teológicos se presentaron en húngaro por primera vez en octubre de 1569 en Várad. Como Juan Segismundo no ocultaba su prejuicio contra la teología trinitaria, su presencia incomodaba a los predicadores reformados. Uno de ellos, Péter Károlyi, presentó una queja. En respuesta, Juan Segismundo aseguró a los pastores reformados que nunca los perseguiría por sus opiniones religiosas, pero subrayó enfáticamente que nunca permitiría que Melius expulsara a los predicadores antitrinitarios del Partium.

Ni de nosotros ni de nuestros seguidores ha tenido que sufrir ninguna injuria. Y que Péter Melius ha sido informado por nuestra proclamación de que no debe jugar a papa en nuestro reino, perseguiendo al clero  a causa de la religión verdadera, ni quemar libros, ni forzar su creencia a nadie, que por la siguiente razón: deseamos que en nuestro país, como así dice el decreto de la Dieta, reinará la libertad. Sabemos además que la fe es un don de Dios y que la conciencia no puede ser restringida. Y si no cumple con esto, puede ir al otro lado del Tisza.
Neither from us nor from our followers have you ever had to suffer injury. And that Péter Melius has been informed by our proclamation that he should not play the pope in our realm, persecuting clergy because of the true religion, nor burn books, nor force his belief on anyone, than it is for the following reason: We wish that in our country—and so it says in decree of the Diet—freedom shall reign. We know furthermore that faith is a gift from God and that conscience cannot be constrained. And if he does not abide by this, he may go to the other side of the Tisza.
Respuesta del rey Juan Segismundo a Péter Károlyi en el debate de Várad (22 de agosto de 1568)

La política religiosa de Juan Segismundo era única en la Europa contemporánea. Al final de su reinado, cuatro religiones legalmente reconocidas coexistían en su reino: las comunidades católicas sobrevivían principalmente en el país sículo y Partium; los sajones siguieron siendo firmes partidarios de su Iglesia Evangélica; la mayoría de los húngaros y sículos se adhirieron al calvinismo o al unitarismo.  El Edicto de Torda, como concluye el historiador Graeme Murdoch, fue «el producto de la relativa debilidad de la autoridad política central... y pretendía equilibrar los intereses de las tres naciones representadas en la dieta».  Cada religión reconocida fue apoyada por grupos privilegiados: los líderes de las naciones húngara, sajona o sícula o los magistrados de la rica Kolozsvár. La tolerancia religiosa disminuyó el riesgo de conflictos confesionales que podrían haber sido fatales para el estado naciente de Juan Segismundo. No se toleró el radicalismo social. Cuando un pastor polaco Elias Gczmidele propuso el establecimiento de una congregación comunitaria, igualitaria y pacifista en Kolozsvár, Dávid logró su destitución.  El campesinado del Partium fue influenciado por ideas anabaptistas radicales. Un carismático siervo rumano, Gheorghe Crăciun, reunió un ejército campesino para establecer el Reino de Dios en la Tierra en 1570. Dirigió al campesinado armado contra Debrecen, pero Melius repelió el ataque.
Los reyes Habsburgo de la Hungría Real no toleraron las ideas calvinistas y antitrinitarias. Regularmente emitieron edictos contra los sacramentarios en las décadas de 1560 y 1570. Los municipios libres reales y la nobleza de los condados occidentales siguieron siendo firmes partidarios de la teología luterana. En contraste, los aristócratas cuyos dominios estaban ubicados en los condados orientales emplearon a sacerdotes reformados y promovieron la conversión del campesinado local al calvinismo. El rey Maximiliano siguió una política religiosa más conciliadora que su padre. Lazarus von Schwendi, quien fue uno de sus principales consejeros, consideró la tolerancia religiosa como una condición previa para la consolidación del Imperio Habsburgo. La política tolerante de Maximiliano fue duramente criticada por su hermano, el archiduque Fernando. La expansión del protestantismo no puso fin a la posición privilegiada de la Iglesia Católica en la Hungría Real. Los arzobispos y obispos católicos conservaron sus asientos en la Cámara Alta de la Dieta y los reyes Habsburgo nombraron a sus cancilleres entre los prelados católicos.

### Consolidación
El sucesor de Juan Segismundo, Esteban I Báthory (r. 1571-1586) , era un aristócrata católico, pero anti-Habsburgo. La elección de un aristócrata católico indicaba que las Tres Naciones, predominantemente protestantes, consideraban segura la posición de sus denominaciones.  Quería mejorar la posición de la Iglesia católica. Aunque no podía regular los asuntos religiosos sin el consentimiento de la Dieta, podía aprovechar los conflictos teológicos y explotar la inestabilidad de la organización eclesiástica de las denominaciones protestantes. Reclamó el derecho a nombrar a los superintendentes evangélicos de entre tres candidatos propuestos por el clero sajón y exigió la estandarización de la liturgia evangélica en la línea de las ceremonias más conservadoras. Llegó tan lejos que trató de persuadir a los pastores evangélicos de que condenaran a sus pares reformados y unitarios por herejía, en clara contradicción con las leyes que prohibían los ataques a sacerdotes por motivos teológicos. Los sacerdotes sajones resistieron casi todas sus demandas y solo estaban dispuestos a declarar su adhesión a la Confesión de Augsburgo (esa era también la demanda de Báthory). Tuvo más éxito en poner fin a la conversión forzada de los rumanos al calvinismo. Restauró la jerarquía de la iglesia ortodoxa y nombró a un monje moldavo, Eftimie, para encabezarla. El patriarca serbio, Makarije, ordenó obispo a Eftimie en abril de 1572. Bolsas de comunidades rumanas reformadas sobrevivieron en las propiedades de los aristócratas reformados principalmente en el suroeste de Transilvania. Báthory podía suprimir la enseñanza antitrinitaria en asentamientos con una población religiosamente mixta mediante el ejercicio de su derecho de patrocinio.
El rey Rodolfo, que sucedió a su padre en la Hungría Real, abandonó la política tolerante de Maximiliano y no ocultó su favoritismo hacia los católicos.  Esteban Báthory persuadió a la Dieta para que permitiera que los jesuitas se establecieran en Transilvania en 1579. Dos años más tarde, estableció una universidad para ellos en Kolozsvár. Los primeros jesuitas llegaron de Italia y de Polonia. Aunque la Dieta les prohibía realizar trabajo misionero, comenzaron a reclutar entre jóvenes nobles húngaros.
El radicalismo de algunos intelectuales antitrinitarios preocupó a Esteban Báthory y logró una prohibición de nuevas innovaciones religiosas en la Dieta en mayo de 1572.  La Dieta lo autorizó a iniciar investigaciones contra presuntos innovadores junto con un superintendente ante la autoridad eclesiástica competente. Sin la cooperación de un superintendente, las autoridades estatales estaban indefensas contra los radicales religiosos. Cuando tres jóvenes estudiantes antitrinitarios desafiaron la doctrina de la inmortalidad del alma, Ferenc Dávid se negó a iniciar una investigación en su contra. Dávid permaneció abierto a ideologías radicales y la Dieta restringió el derecho de los predicadores antitrinitarios a celebrar sínodos en Kolozsvár y Torda. En la década de 1570, la mayoría de las figuras destacadas del antitrinitarismo radical visitaron Transilvania. El antiguo dominico Jacob Paleólogo que rechazaba la doctrina del pecado original y se oponía a la adoración de Cristo permaneció en Transilvania de 1573 a 1575. El alemán Matthias Vehe llegó en 1578. Hizo hincapié en que los fieles debían vivir de acuerdo con la Ley de Moisés según lo establecido en el Antiguo Testamento. Dávid no luchó por la adopción de rituales judíos, pero condenó la invocación de Cristo, asociándola con el politeísmo. Las discusiones sobre temas religiosos fueron populares y un sacerdote reformado señaló que los campesinos a menudo se le acercaban con «preguntas sobre dónde podría estar la Trinidad en la Biblia».
El rechazo de Dávid a la adoración de Cristo indignó a los antitrinitarios moderados. Giorgio Biandrata invitó al destacado teólogo antitrinitario Fausto Sozzini a Kolozsvár para disuadir a Dávid del radicalismo. Después de que un sínodo aprobara la posición de Dávid sobre Jesús, Biandrata se acercó al hermano y lugarteniente de Esteban Báthory, Cristóbal Báthory, y lo convenció de que ordenara el arresto de Dávid por innovaciones religiosas en marzo de 1579. Dávid fue declarado culpable en la Dieta y murió en el calabozo del castillo de Déva. El candidato de Biandrata, Demeter Hunyadi, lo sucedió como nuevo superintendente unitario. Hunyadi completó una confesión de fe que reflejaba la teología moderada de Sozzini. Después de que un sínodo unitario aceptara el documento a principios de 1580, Hunyadi despidió a todos los pastores que rechazaron la adoración de Cristo, pero los nobles radicales continuaron empleando sacerdotes no adoradores. Uno de los aristócratas radicales, János Gerendi, dio cobijo al poeta Miklós Bogáthi Fazekas, quien propuso la restauración de las leyes sobre las dietas del Antiguo Testamento y consideró el sábado como el día sagrado de descanso. Biandrata logró una investigación en el dominio de Gerendi, lo que obligó a Bogáthi Fazekas a huir a Pécs en la Hungría otomana. Las comunidades sículas se abrieron al antitrinitarismo radical durante el reinado del católico Báthori. El aristócrata sículo, András Eőssi, que aceptó la teología de Vehe en la década de 1580, fue considerado el fundador del Sabadismo sículo. Los sabadistas que obedecían todas las leyes mosaicas se distinguían de Gerendi y de sus seguidores, que las cumplían de forma selectiva.
En 1588, la Dieta de Transilvania convenció al joven Segismundo Báthory de que expulsara a los jesuitas de Transilvania a cambio de declararlo mayor de edad. El favoritismo de Báthory hacia los católicos era obvio y los ambiciosos aristócratas jóvenes protestantes se convirtieron al catolicismo durante su reinado. El papa Sixto V nombró al jesuita Alfonso Carillo para representarlo en la corte de Transilvania y Carillo se convirtió en uno de los consejeros de mayor confianza de Báthory. Báthori purgó a los aristócratas que se oponían a su política anti-otomana. Muchos de los nobles ejecutados eran unitarios y a menudo se requería que sus familiares se convirtieran al catolicismo para recibir el perdón.  Los jesuitas pudieron regresar a Transilvania y el príncipe permitió que el obispo católico de Transilvania, Demeter Naprágyi, se trasladara al antiguo palacio episcopal de Gyulafehérvár.
En abril de 1595, la Dieta no solo repitió la prohibición de las innovaciones religiosas, sino que también ordenó a los jefes de los condados y sedes que persiguieran a quienes no se adhirieran a una de las cuatro denominaciones "recibidas". El decreto estaba dirigido contra los sabadistas. El juez real de Udvarhely Seat, Farkas Kornis, era conocido como el protector de los protestantes radicales, pero el capitán del asentamiento, Benedek Mindszenti, expulsó a muchos sabadistas del asiento. Una canción sabadista lo recordaría como el «capitán maldito». Una comunidad sabadista quería acercarse al  beylerbey de Buda ofreciendo someterse al sultán en caso de una invasión otomana, pero su carta fue interceptada. La persecución de los sabadistas terminó cuando Mindszenti partió para una campaña contra los otomanos en septiembre de 1595.

## Levantamiento y paz
En 1603, el rey Rodolfo anunció que estaba decidido a exterminar la «herejía impía». Reclamando el derecho de patrocinio sobre las iglesias en los distritos libres reales, obligó a los habitantes predominantemente luteranos de Kassa (Košice, Eslovaquia) a ceder su iglesia principal a los católicos. Los delegados protestantes protestaron contra esta acción en la Dieta, pero el rey arbitrariamente complementó las leyes aprobadas en la Dieta con una cláusula que ordenaba la persecución de los herejes.  Un decreto prohibió la discusión de cuestiones religiosas en la Dieta en 1604.
Durante las negociaciones entre Bocskai y la corte real, los clérigos católicos lucharon por la promulgación de la inviolabilidad de los privilegios de la Iglesia católica a cambio de reconocer el estatus legal de las Iglesias evangélica y reformada. A cambio, la Dieta aprobó leyes que confirmaban el derecho de los nobles a la libertad religiosa y lo extendían a los distritos reales libres, a las ciudades con mercado en la heredad real y a la soldadesca de las fortalezas fronterizas. La Dieta estableció la jurisdicción de los tribunales del condado para emitir juicios en disputas sobre diezmos, autorizó al clero mayor evangélico y reformado a realizar visitas parroquiales y los obispos titulares perdieron sus escaños en la Cámara Alta.

## Impactos

### Triunfo del protestantismo
Alrededor de 1600,  en la Hungría tripartita existían unas 5000 parroquias: los protestantes dominaban más de 3700 parroquias, lo que implica que más del 75% de la población se adhirió a una denominación protestante; la Iglesia Reformada celebraba en unas 1150 iglesias en la Transilvania propiamente dicha y en Partium, en unas 650 iglesias en la Hungría Real y unas 250 en la Hungría otomana; la Iglesia católica había perdido alrededor del 90% de sus adherentes.

### Cultura vernácula
La Reforma sentó las bases del uso de las lenguas nativas en los debates académicos y provocó la primera edad de oro de la cultura vernácula para la mayoría de los grupos étnicos del reino. Dévai Bíró completó el primer estudio del idioma húngaro en 1538. La traducción del Nuevo Testamento de Sylvester fue el primer libro en húngaro impreso en Hungría. Se publicó un catecismo evangélico en eslovaco en Bartfeld en 1581.  Los pastores evangélicos eslovacos adoptaron una versión del idioma checo para su uso litúrgico, especialmente porque muchos de ellos consideraban a los husitas checos como sus antepasados.
Tanto los protestantes como los católicos atribuían una importancia particular a la educación. El ayuntamiento se hizo con el control de las escuelas parroquiales de las ciudades protestantes. Establecieron autoridades escolares para supervisar los programas de enseñanza y la relación entre maestros, escolares y padres y nombraron al pastor de la ciudad para que lo dirigiera. Aunque se compilaron algunos programas de enseñanza individual y reglamentos escolares, todos siguieron patrones adoptados de los centros educativos de la Europa protestante. El reglamento escolar más antiguo fue compilado por Stöckel en Bartfeld en 1540. La educación básica incluía el estudio del catecismo. La escuela del pueblo ofrecía la oportunidad de aprender a leer, escribir y contar. Las Humanidades se enseñaban en las escuelas secundarias o Gymnasium y solo aquellos que querían estudiar en universidades debían aprender teología. Los aristócratas protestantes establecieron escuelas en sus dominios. En respuesta, un sínodo católico ordenó el establecimiento de escuelas primarias en cada parroquia rural en 1560.

### Relaciones interreligiosas
El sucesor de Honter como pastor de la ciudad de Kronstadt, Valentin Wagner, publicó un catecismo en griego, como preparación para un diálogo intensivo con la Iglesia ortodoxa. Hizo referencias a Basilio de Cesarea, a Epifanio de Salamina y a otros Padres de la Iglesia muy estimados por la comunidad ortodoxa, pero les propuso no saludar a María la Virgen como «portadora de Dios», sino llamarla «portadora de hijo».

### Caza de brujas
Las leyes ordenaban la persecución de la hechicería desde el establecimiento de la monarquía cristiana alrededor del año 1000. La dispersa evidencia documental muestra que ocasionalmente se llevó a personas ante los tribunales por brujería, y que algunas de ellas fueron quemadas en la estaca. La demonología escolástica se extendió principalmente en territorios con una población alemana significativa. El libro de leyes de Buda fue el primer documento legal que asoció la hechicería con la herejía en 1415. La persecución regular de brujas comenzó en el siglo XVI, pero alcanzó su punto máximo solo en el primer cuarto del siglo XVIII. Entre 1520 y 1610, se llevaron a cabo más de 55 juicios por brujería, y uno de cada dos resultó en la ejecución de los acusados. La caza de brujas fue especialmente intensa durante un breve período de entreguerras en la década de 1580. La condena de la brujería fue principalmente un elemento marginal de la predica protestante en Hungría, aunque los pastores protestantes mencionaban a las brujas en sus polémicas obras anticatólicas.